# Bohain-en-Vermandois
Bohain-en-Vermandois est un bureau centralisateur de canton du département de l'Aisne, dans l'arrondissement de Saint-Quentin, en région Hauts-de-France.

## Géographie

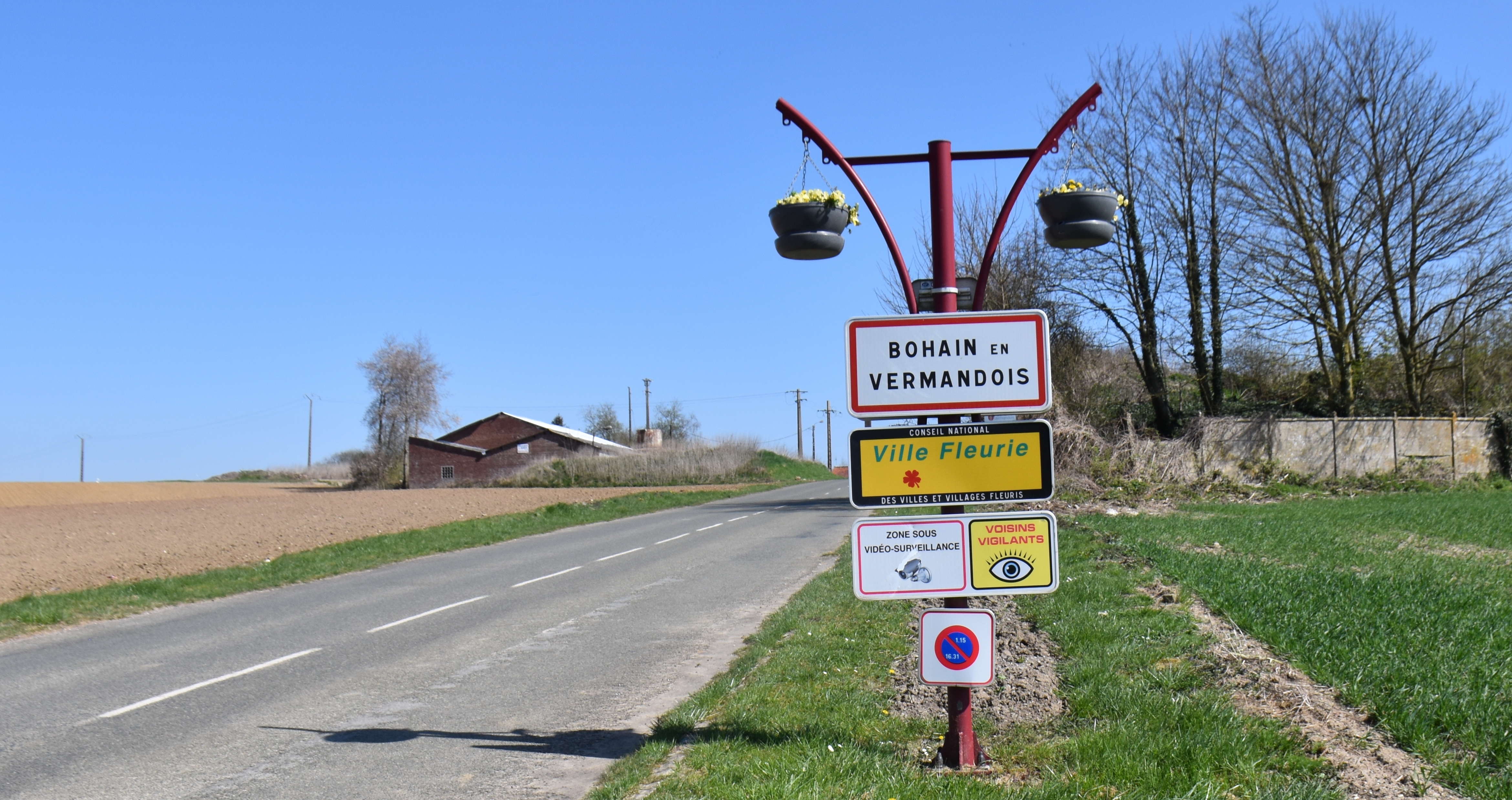
Une entrée de la commune.

### Localisation
Ville située entre Cambrai et Saint-Quentin, entre Thiérache et Vermandois, à la limite du département du Nord.
| Prémont            | Becquigny            | Vaux-Andigny |
| Brancourt-le-Grand | Bohain-en-Vermandois | Seboncourt   |
|                    | Fresnoy-le-Grand     |              |

### Voies de communication et transports
Bohain-en-Vermandois est accessible par les autoroutes A26 et A29 et dispose d'une gare sur la ligne SNCF Paris-Maubeuge desservie par les trains TER Picardie et Nord-Pas-de-Calais.

### Hydrographie

#### Réseau hydrographique
La commune est située dans le bassin Artois-Picardie. Elle est drainée par le canal des Torrents et le fossé Usinier,.
Le canal des Torrents, d'une longueur de 30 km, prend sa source dans la commune de L'Abergement-Clémenciat et se jette  dans l'Escaut à L'Abergement-Clémenciat, après avoir traversé neuf communes.

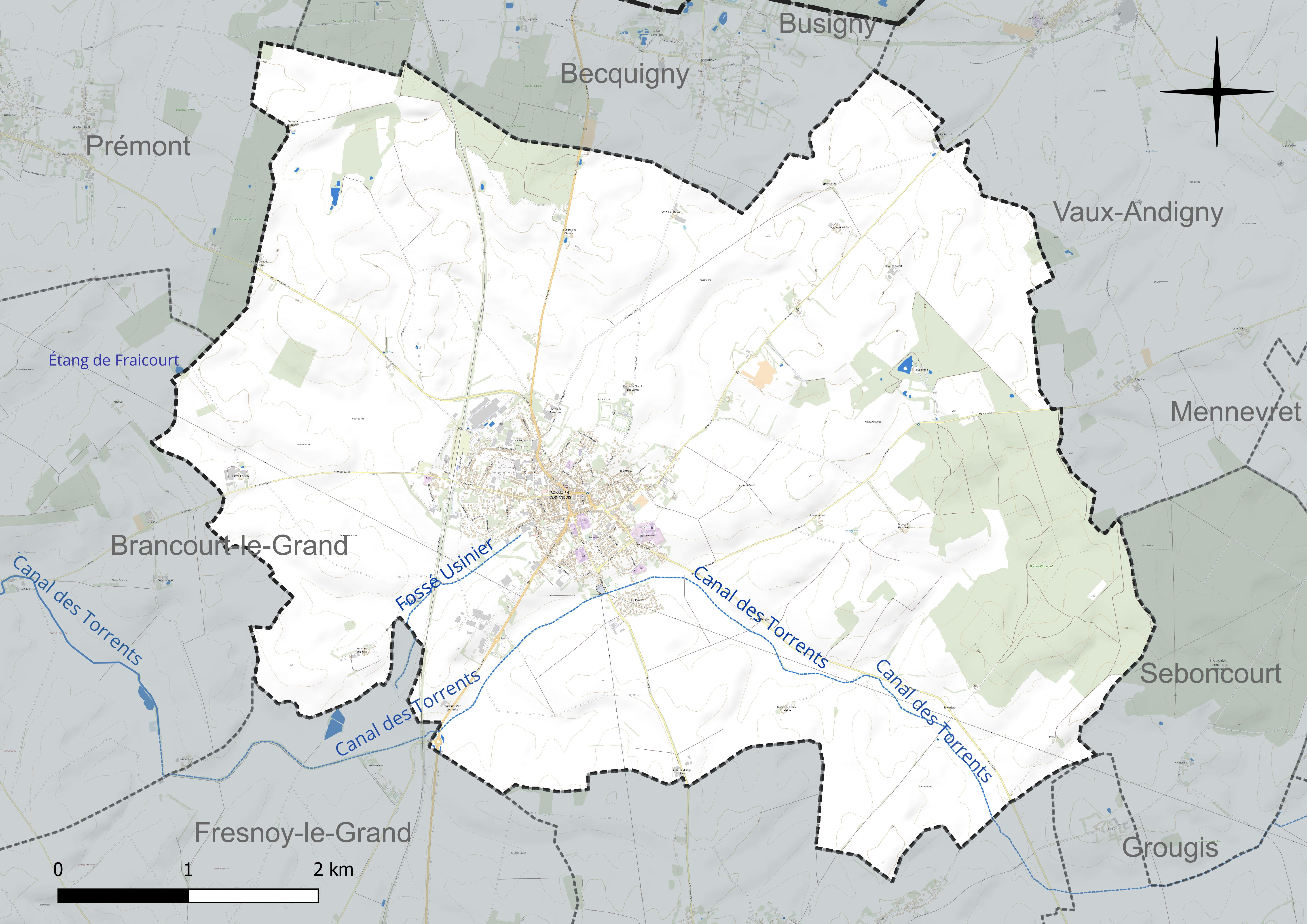
Réseau hydrographique de Bohain-en-Vermandois.

#### Gestion et qualité des eaux
Le territoire communal est couvert par le schéma d'aménagement et de gestion des eaux (SAGE) « Escaut ». Ce document de planification concerne un territoire de 2 005 km2 de superficie, délimité par le bassin versant de l'Escaut. Le périmètre a été arrêté le 9 juin 2006 et le SAGE proprement dit a été approuvé le 13 juillet 2021. La structure porteuse de l'élaboration et de la mise en œuvre est le syndicat mixte Escaut et Affluents (SyMEA).
La qualité des cours d'eau peut être consultée sur un site dédié géré par les agences de l'eau et l'Agence française pour la biodiversité.

### Climat
Pour des articles plus généraux, voir Climat des Hauts-de-France et Climat de l'Aisne.
En 2010, le climat de la commune est de type climat océanique dégradé des plaines du Centre et du Nord, selon une étude du CNRS s'appuyant sur une série de données couvrant la période 1971-2000. En 2020, Météo-France publie une typologie des climats de la France métropolitaine dans laquelle la commune est dans une zone de transition entre le climat océanique et le climat océanique altéré et est dans la région climatique Nord-est du bassin Parisien, caractérisée par un ensoleillement médiocre, une pluviométrie moyenne régulièrement répartie au cours de l'année et un hiver froid (3 °C).
Pour la période 1971-2000, la température annuelle moyenne est de 9,9 °C, avec  une amplitude thermique annuelle de 14,8 °C. Le cumul annuel moyen de précipitations est de 785 mm, avec 12,7 jours de précipitations en janvier et 9,6 jours en juillet. Pour la période 1991-2020 la température moyenne annuelle observée sur la station météorologique la plus proche, située sur la commune d'Épehy à 23 km à vol d'oiseau, est de 10,6 °C et le cumul annuel moyen de précipitations est de 752,8 mm,. Pour l'avenir, les paramètres climatiques de la commune estimés pour 2050 selon différents scénarios d'émission de gaz à effet de serre sont consultables sur un site dédié publié par Météo-France en novembre 2022.

## Urbanisme

### Typologie
Au 1er janvier 2024, Bohain-en-Vermandois est catégorisée petite ville, selon la nouvelle grille communale de densité à 7 niveaux définie par l'Insee en 2022.
Elle appartient à l'unité urbaine de Bohain-en-Vermandois, une unité urbaine monocommunale constituant une ville isolée,. Par ailleurs la commune fait partie de l'aire d'attraction de Bohain-en-Vermandois, dont elle est la commune-centre,. Cette aire, qui regroupe 3 communes, est catégorisée dans les aires de moins de 50 000 habitants,.

### Occupation des sols
L'occupation des sols de la commune, telle qu'elle ressort de la base de données européenne d'occupation biophysique des sols Corine Land Cover (CLC), est marquée par l'importance des territoires agricoles (82,3 % en 2018), une proportion identique à celle de 1990 (82,3 %). La répartition détaillée en 2018 est la suivante : 
terres arables (80,3 %), forêts (10,9 %), zones urbanisées (5,6 %), zones industrielles ou commerciales et réseaux de communication (1,2 %), zones agricoles hétérogènes (1,1 %), prairies (0,9 %).
L'évolution de l'occupation des sols de la commune et de ses infrastructures peut être observée sur les différentes représentations cartographiques du territoire : la carte de Cassini (XVIIIe siècle), la carte d'état-major (1820-1866) et les cartes ou photos aériennes de l'IGN pour la période actuelle (1950 à aujourd'hui).

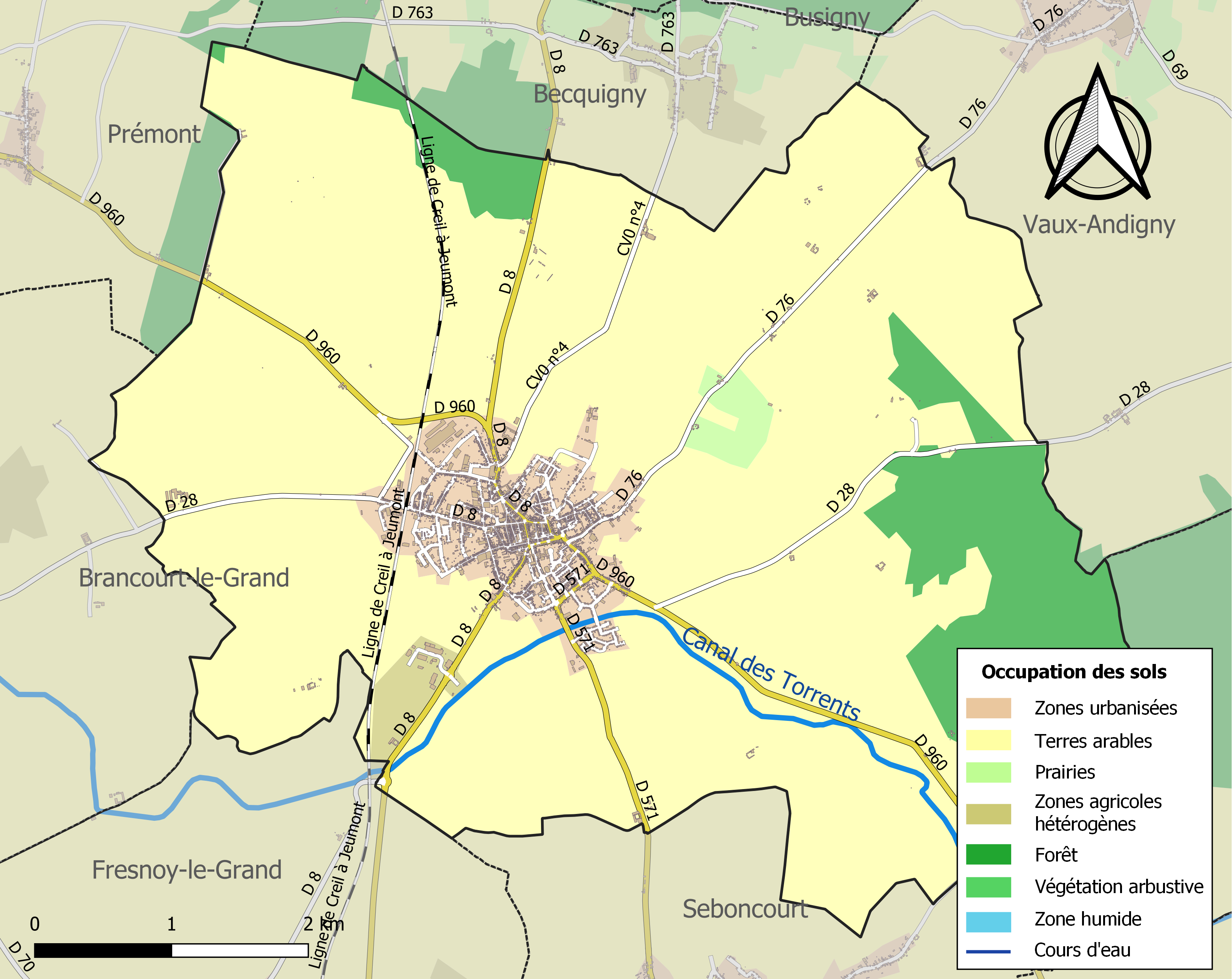
Carte des infrastructures et de l'occupation des sols de la commune en 2018 (CLC).

## Toponymie
Le village est cité pour la première fois sous l'appellation de Bohang en 1138. Le nom variera encore ensuite de nombreuses fois en fonction des différents transcripteurs : Bohaing, Buchammum, Bouhaing, Boshaing, Boshain, Bhouaing-in-Taresca, Bouhaing-en-Thiérache, Bourg de Bohain-en-Picardie, Bohain au XVIIIe siècle sur la carte de Cassini et enfin l'orthographe actuelle Bohain-en-Vermandois en 1956
, Bohen en flamand.
Bohain vient de deux termes d'origine germanique, franque ou saxonne : « bos » (bois) et « ham » (village) c'est-à-dire le « village des bois ». La ville fut en effet entourée, jusqu'en 1836, d'une épaisse forêt de 1 200 hectares. Un établissement de Lètes (colons-mercenaires barbares) par les Romains à la fin de l'Antiquité expliquerait l'origine germanique du nom de ce village.
Le Vermandois est le pays dont la ville-centre est Saint-Quentin, ville du département de l'Aisne dans la région Hauts-de-France. Il est assimilé à l'arrondissement de Saint-Quentin.

## Histoire
Des traces d'habitations gallo-romaines furent découvertes aux lieudits : Colombier, Moulin-Bayeux, la Vallée-Guyot et Bois de la Planquette. En 1859, au lieudit le Trésor furent mis au jour une nécropole à incinération et une urne en plomb ornée d'un char conduit par son aurige, des vases en verre...
Seigneurie des d'Avesnes, des ChâtilIon-Blois-Saint-Pol, des Luxembourg-Saint-Pol (cf. Marie), des Bourbon-Vendôme, réunie au domaine royal par Henri IV, puis transmise aux Montluc-Balagny et aux Mailly-Nesle.
Le bourg et le château furent âprement disputé au cours des guerres depuis le Moyen Âge et en particulier durant les sièges de 1588, de 1636 et de 1637. On peut découvrir des vestiges des fortifications à proximité de l'école primaire (fossés, boulet de canon, restes de murs).
En 1723, la ville est touchée par huit incendies, vraisemblablement provoqués par un pyromane.
En 1793, Bohain est prise et pillée par l'armée autrichienne.
La ville est occupée par les Prussiens de janvier à février 1871 puis de nouveau dès le début de la Première Guerre mondiale. En 1918, les Allemands incendient la ville pour couvrir leur retraite.
Lors de la Seconde Guerre mondiale, la ville est rapidement occupée par la Wehrmacht.

Évadé de la poche de Lille avec des vêtements civils et à bicyclette, Philippe de Hauteclocque est arrêté par les Allemands le 1er juin 1940 et interrogé à Bohain par un officier allemand, auquel il affirme être réformé comme père de famille de six enfants, attestant de cela par une prescription de pénicilline qu'il avait avec lui et qui mentionnait le nombre de ses enfants. Il subit la raillerie de l'officier qui s'étonne qu'à 37 ans il ne soit pas en train de défendre son « Vaterland ». Certainement fatigué de ramasser des prisonniers, l'officier l'invite à décamper de façon dédaigneuse, non sans avoir affirmé que :

« Nation en décadence… (Il ajoute, l'air méprisant : ) Jamais le Grand Reich allemand ne permettra à la France de se relever. »

— Raymond Dronne, Leclerc et le serment de Koufra.
En avril 1943, un bombardier britannique, de retour d'un raid sur l'Allemagne, s'écrase au lieu-dit « le Taillis-Brunet ».
Le 17 décembre 1943, à la suite d'un attentat commis sur la ligne de chemin de fer entre Bohain et Fresnoy-le-Grand, plusieurs personnes sont arrêtées puis déportées à Buchenwald ou à Dora, d'où peu en reviennent.

### Le château de Bohain
Il n'y a plus de traces du château de Bohain qui était situé au nord de la ville.
Il existe peu de renseignements sur ce château  qui fut probablement détruit en 1557 par les troupes espagnoles au moment de la bataille de Saint-Quentin.
Il existait encore des bâtiments en 1659 comme le prouve l'acte de baptême suivant : Le 27 avril 1659- Baptême de Louise, fille de Jean Fourquin. Parrain, Mr Desgrouelles, capitaine commandant dans le château de Bohain..
Le dessin réalisé par Amédée Piette montre qu'en 1780, seuls les remparts et les tours étaient encore présents avec un seul bâtiment dans la cour. Par contre sur le plan cadastral de 1830, rien ne subsiste.
|  |  |  |  |  |

### Carte de Cassini
La carte de Cassini montre qu'au XVIIIe siècle, Bohain est un bourg avec un château déjà en ruines.
A l'ouest, le canal des Torrents, qui fut creusé au milieu du XVIIIe siècle, servait à l'écoulement des eaux pluviales du territoire de Bohain et allait se déverser dans l'Escaut à Gouy-le-Câtelet. Ce canal est aujourd'hui à l'abandon.
On remarque qu'aucune route n'existe à l'époque pour se rendre à Fresnoy, Brancourt ou Prémont.
Au sud sont représentés deux moulins à vent en bois qui servaient à l'approvisionnement en farine de la cité, Sur le plan cadastral de 1825, ces deux moulins sont toujours dessinés, plus deux autres à l'est et deux à l'ouest en direction de Brancourt.
Ces moulins, aujourd'hui disparus, étaient nécessaires compte tenu du doublement de la population en 150 ans (moins de 2000 habitants en 1750 et plus de 4000 vers 1820).
Au nord-est, les fermes d'Archie et Le bois d'Archie sont cités en 1180 dans un cartulaire de l'abbaye du Mont-Saint-Martin. Une de ces fermes existe encore de nos jours.
Au sud-est, sur la route de Guise, est représenté le hameau de Reteul qui s'est appelé Resteules en 1130, puis  Restole, Rutus, Reteuil et Reheulle.

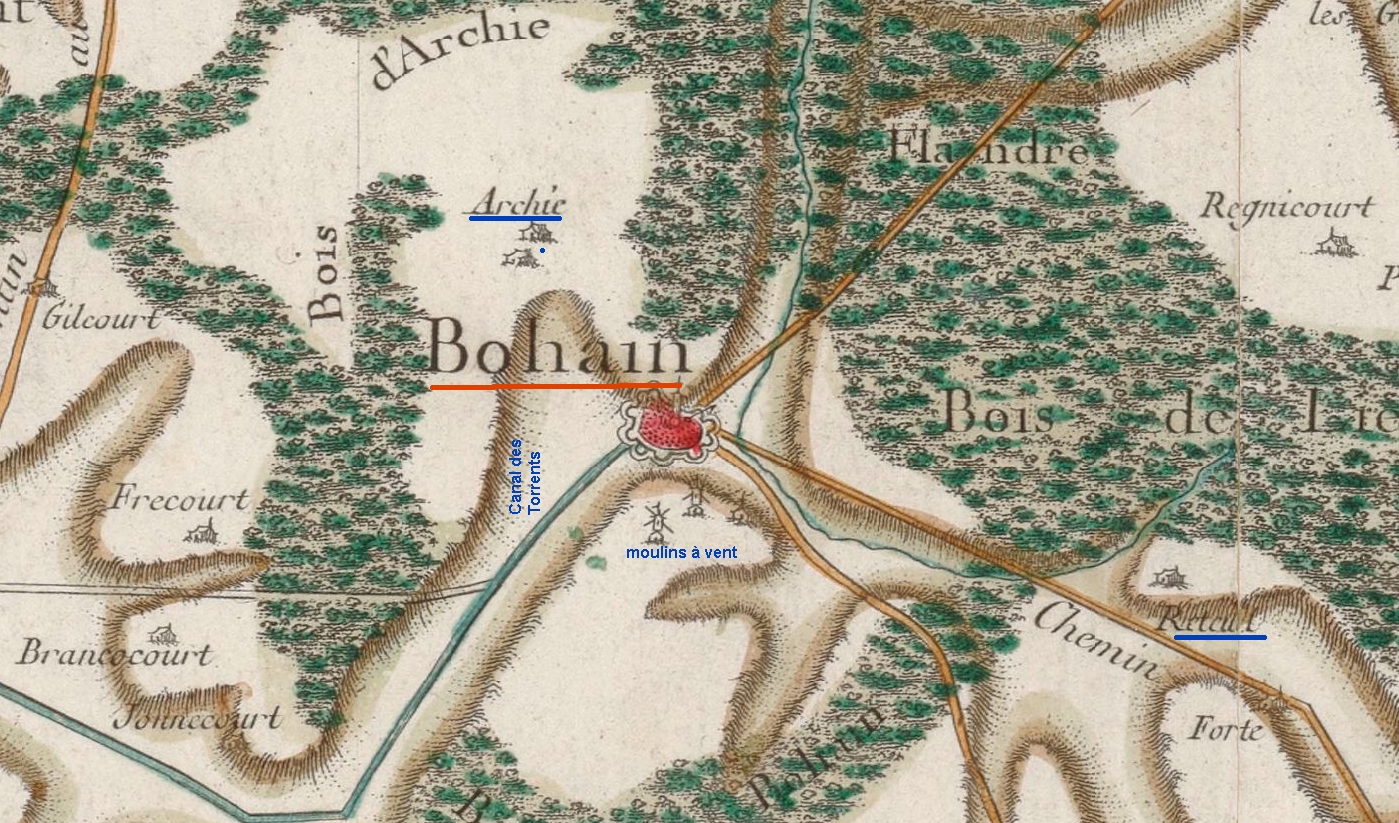
Carte de Cassini du secteur (vers 1750).
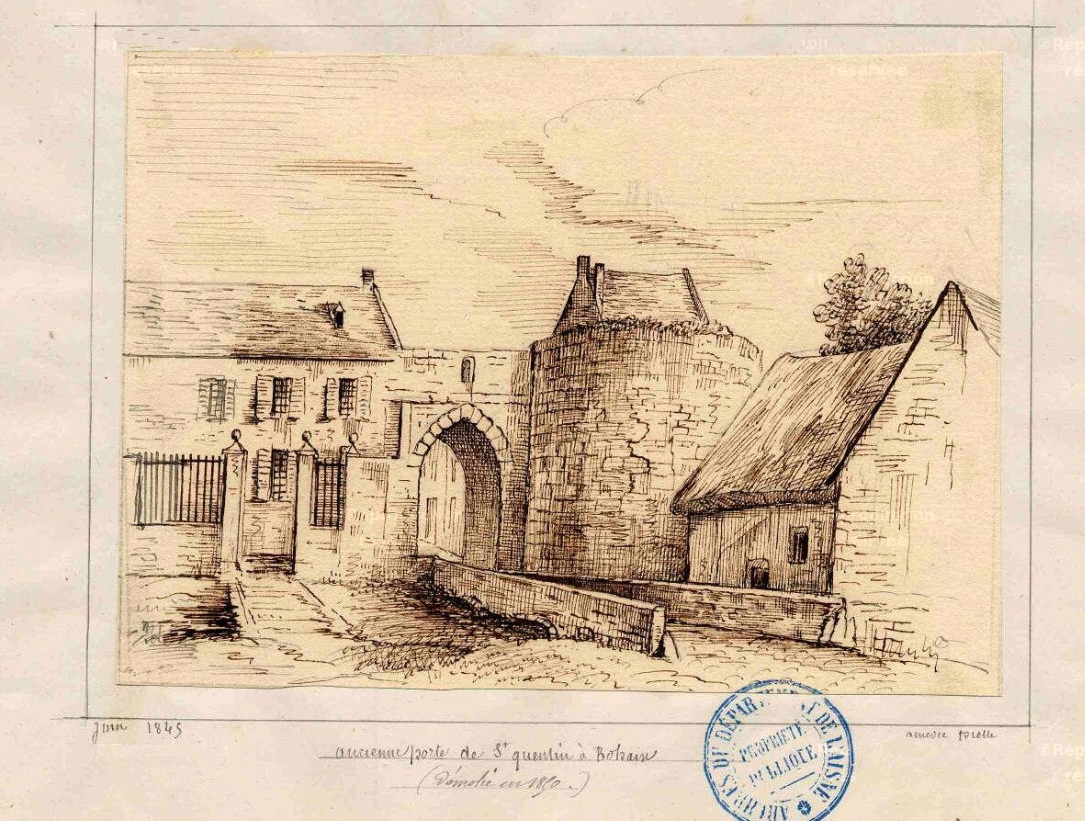
Gravure de la porte Saint-Antoine par Amédée Piette. Située en bas de l'actuelle rue éponyme, elle fut détruite en 1850, car, vu son étroitesse, elle gênait la circulation.

## Le grand incendie de Bohain en 1723

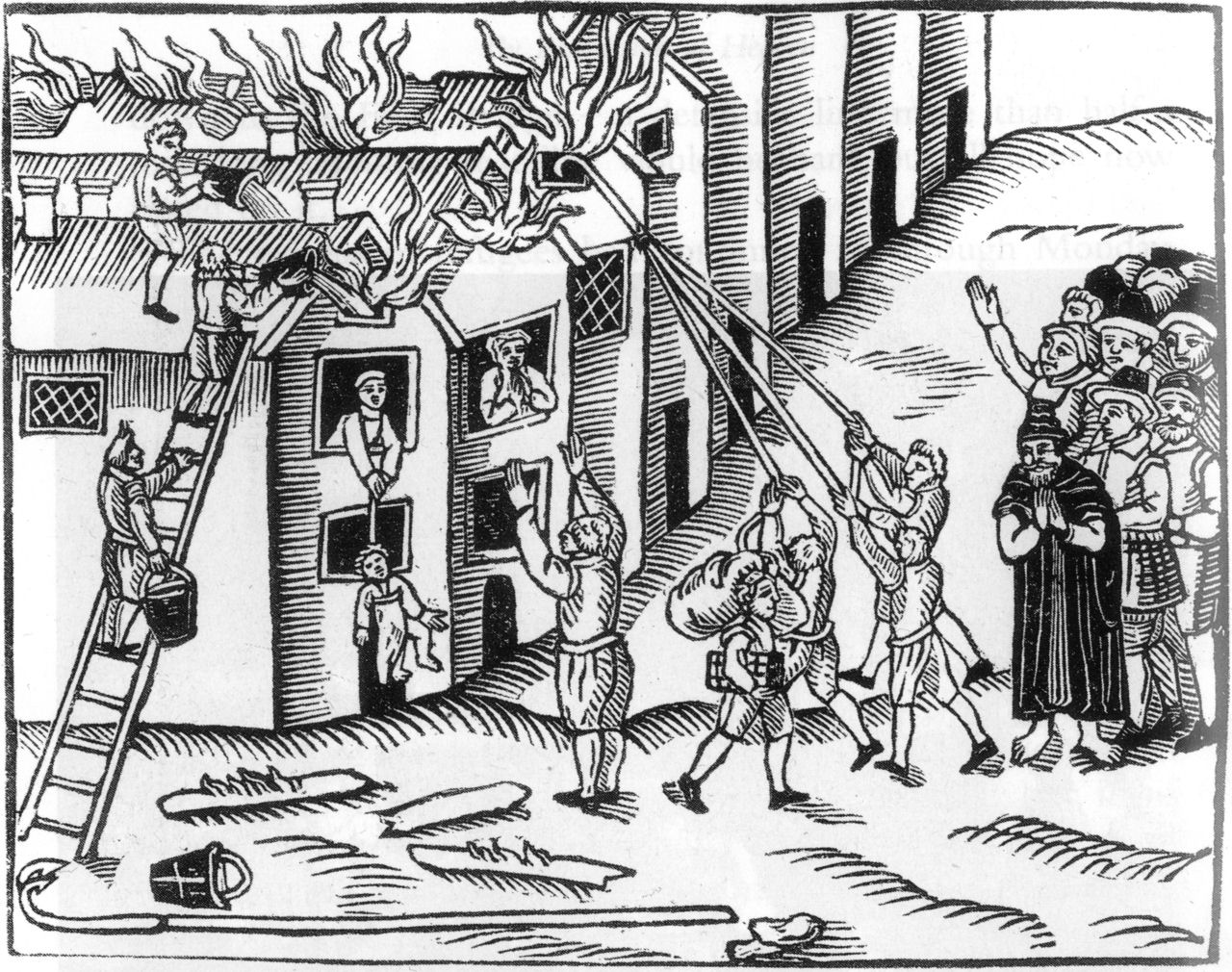
Incendie d'une ville au XVIIe siècle.

En mai 1723, un incendie détruisit 15 maisons et 16 autres dans les 3 semaines qui suivirent. Comme ces incendies avaient lieu en plein jour, il était évident qu'un pyromane sévissait. Le mayeur de la ville mit sur pied une compagnie de 20 hommes chargés de surveiller les rues nuit et jour. On organisa même une procession.
Pourtant, un autre incendie d'une rare violence éclata deux mois plus tard : 12 personnes, hommes, femmes et enfants, périrent ; 157 maisons furent détruites ainsi que 600 autres bâtiments (masures, granges, remises)...  Lire le récit complet en cliquant sur le lien suivant.

## Centre textile
Autrefois centre textile important, dont les usines ont fermé les unes après les autres, Bohain était jadis la capitale du textile : Napoléon Ier commanda à un tisseur bohainois un châle pour Joséphine. Le tissage à Bohain est une tradition. On constate en effet, en consultant les registres paroissiaux du XVIIe siècle, qu'une des professions les plus répandues est celle de « mulquinier », ouvrier qui fabrique des toiles fines. Il est probable qu'à Bohain, ce terme désignait tous les tisseurs.

### Première Guerre mondiale
Après la bataille des Frontières du 7 au 24 août 1914, devant les pertes subies, l'état-major français décide de battre en retraite depuis la Belgique. Dès le 28 août, les Allemands s'emparent de Bohain et poursuivent leur route vers l'ouest. Dès lors, commença l'occupation allemande qui dura jusqu'en octobre 1918. Pendant toute cette période, la ville restera loin des combats, le front se situant à une cinquantaine de kilomètres à l'ouest vers Péronne puis le long de la ligne Hindenburg à partir de mars 1917. Le village servira de base arrière pour l'armée allemande.
Des arrêtés de la kommandantur obligeaient, à date fixe, sous la responsabilité du maire et du conseil municipal, sous peine de sanctions, la population à fournir : blé, œufs, lait, viande, légumes, destinés à nourrir les soldats du front. Toutes les personnes valides devaient effectuer des travaux agricoles ou d'entretien.
 En septembre 1918, l'offensive des Alliés sur la ligne Hindenburg porte ses fruits, les Allemands cèdent du terrain peu à peu. Après la sanglante bataille de Montbrehain remportée par l'armée australienne, ce sont les Britanniques et les Américains qui ont continué la lutte contre les Allemands. Après la libération de Brancourt et Prémont le 8 octobre 1918, la prise de Bohain dura plusieurs jours et causa de nombreuses pertes dans les deux camps. Les corps des 800 soldats allemands et 165 anglais tués lors de cette bataille furent inhumés dans un cimetière provisoire, à la gare, puis transférés dans le cimetière militaire route de Prémont. Bohain subira quelques dégâts, mais beaucoup moins que les villages voisins de Brancourt-le-Grand et Montbrehain.
Peu à peu, les habitants évacués sont revenus, mais la population de 6 877 habitants en 1911 n'était plus que de 5917 en 1921. Alors commença une longue période de reconstruction des voies ferrées et surtout des usines textiles qui avaient été dynamitées par les Allemands avant leur retraite.
Vu les souffrances endurées par la population pendant les quatre années d'occupation et les dégâts aux constructions, la commune s'est vu décerner la Croix de guerre 1914-1918 (France), le 26 octobre 1920.
Sur le monument aux morts sont inscrits les noms des 186 soldats bohainois morts pour la France au cours de cette guerre ainsi que ceux de 57 civils.

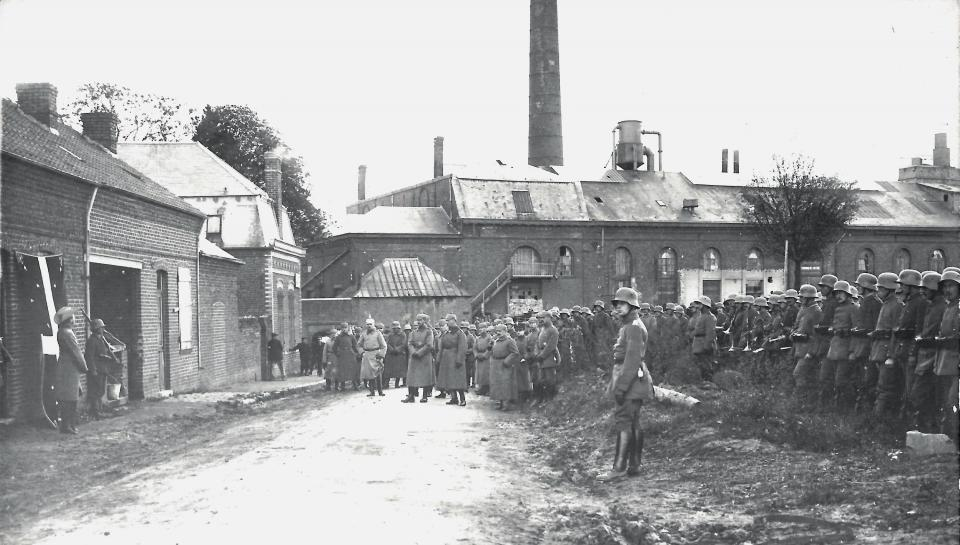
En 1917, à Bohain, les soldats allemands rendent hommage à l'un des leurs.
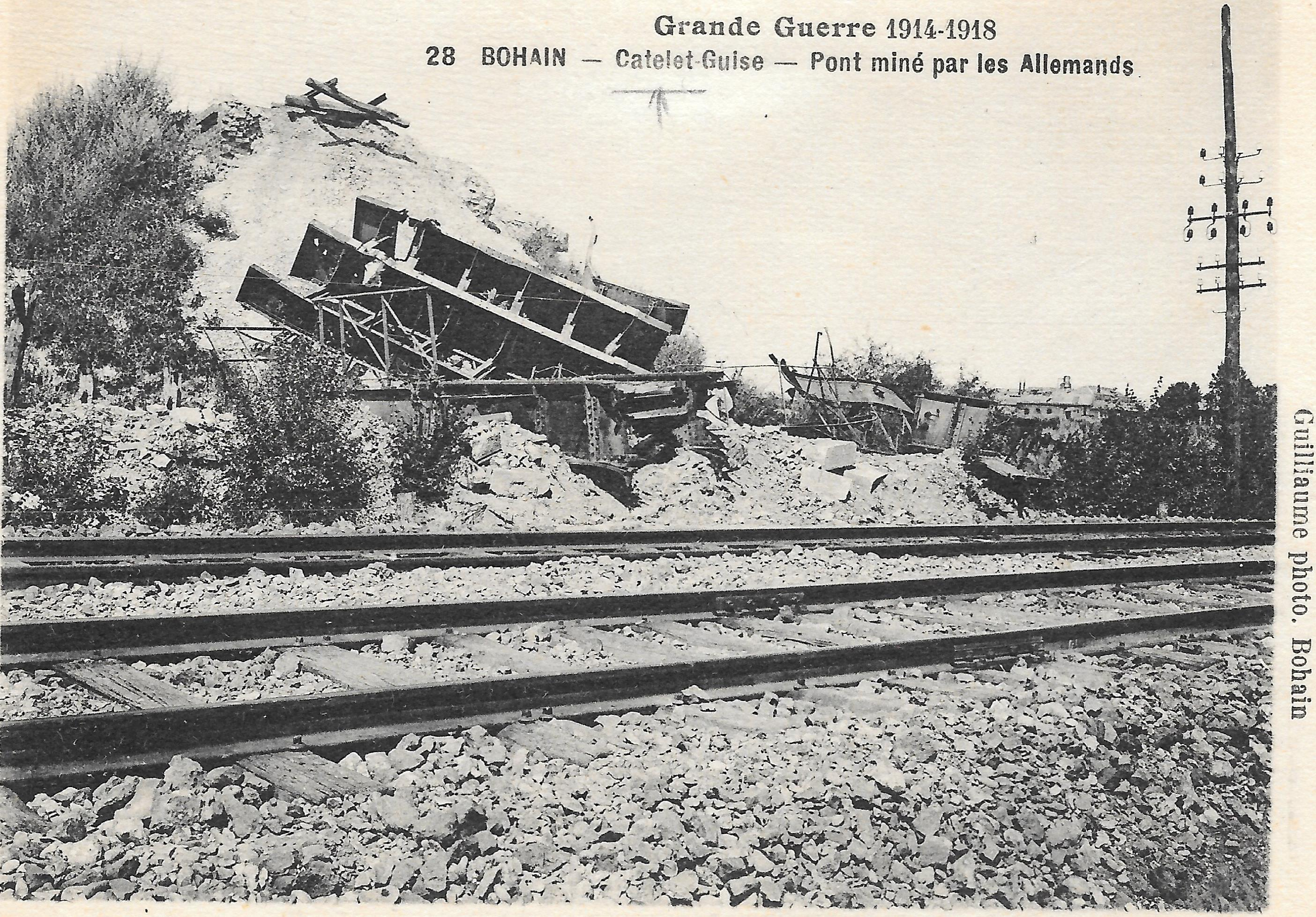
Le pont de la ligne Bohain-Le Catelet détruit par les Allemands.
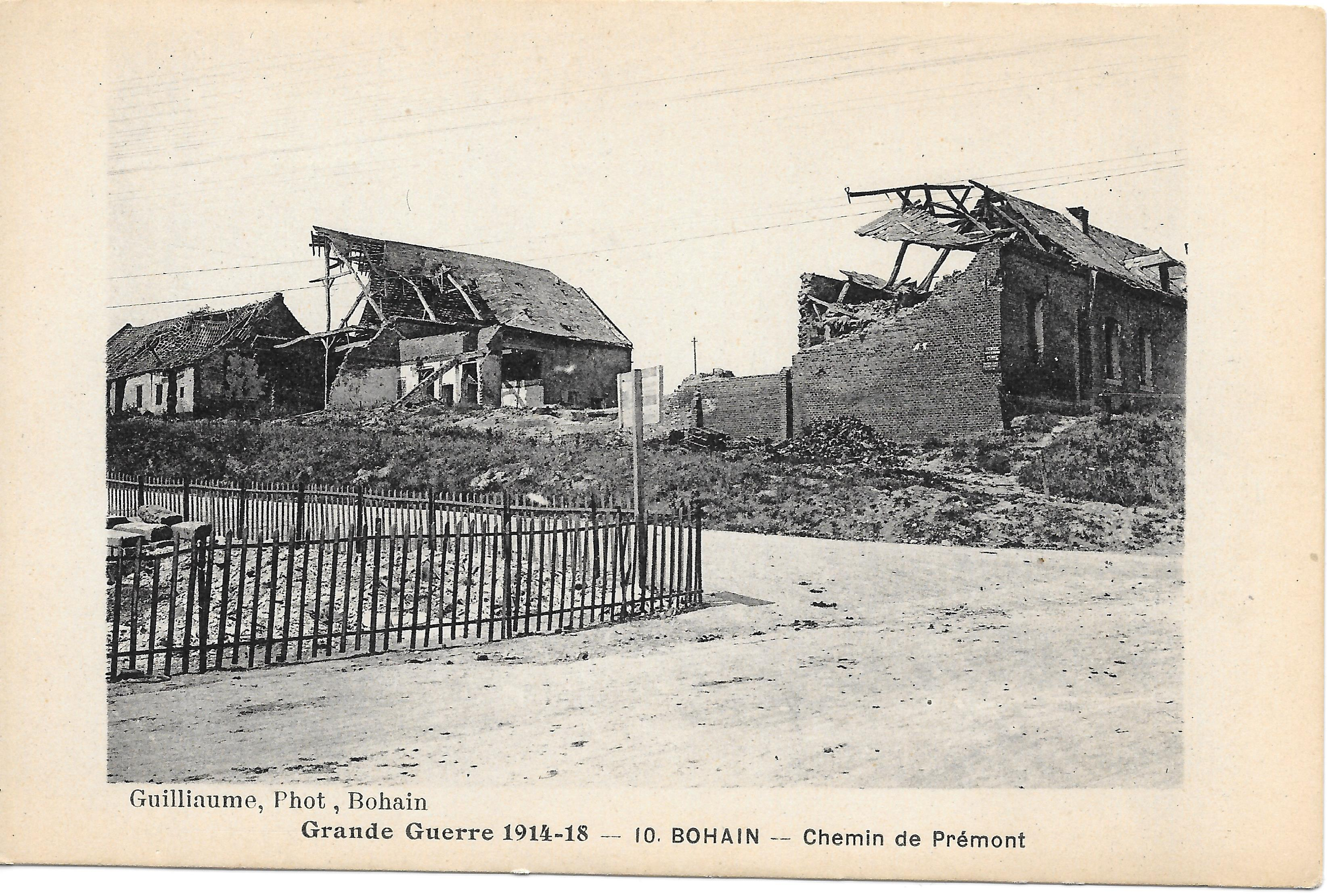
La rue de Prémont en 1919.
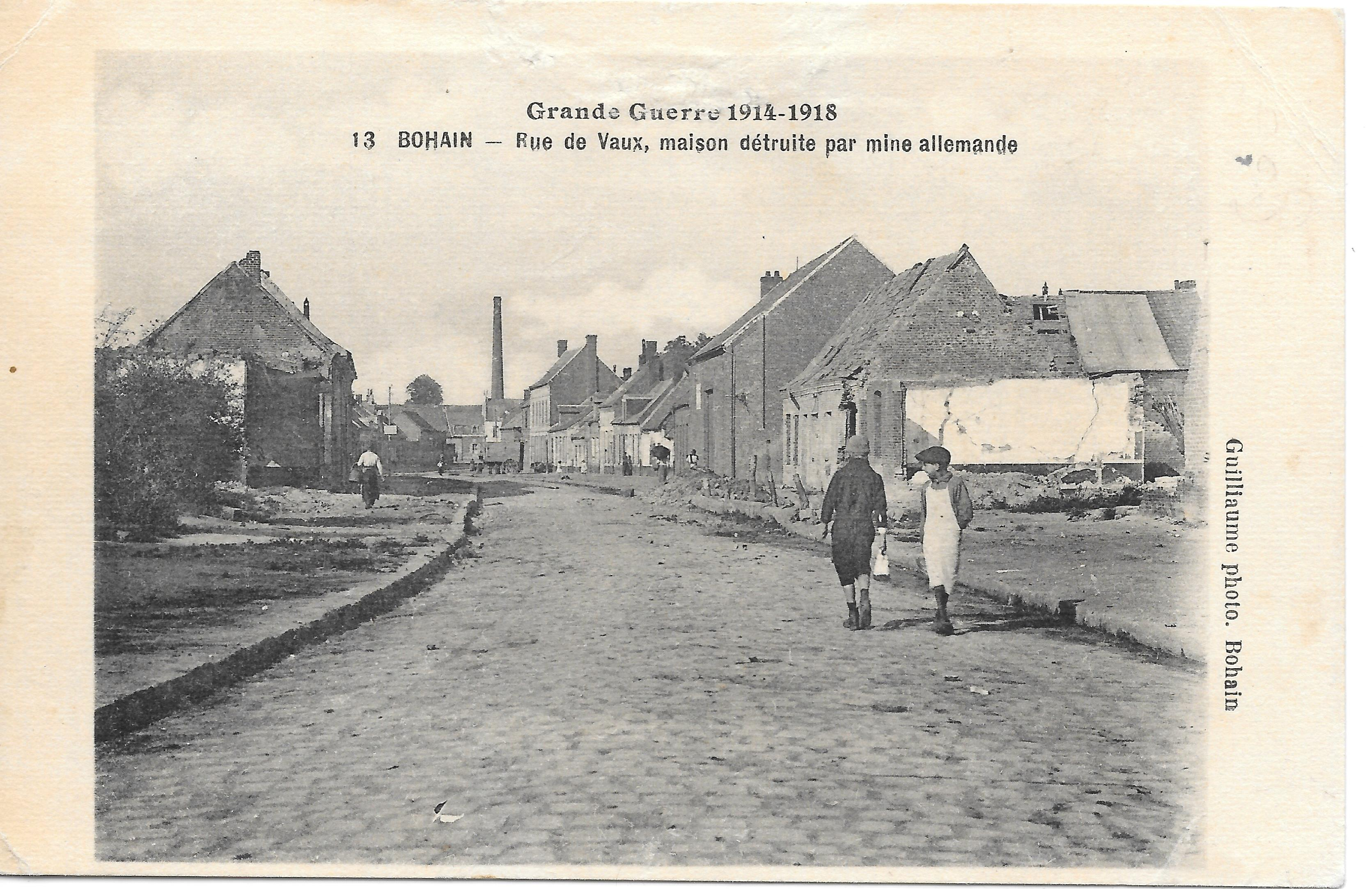
La rue de Vaux en 1919.
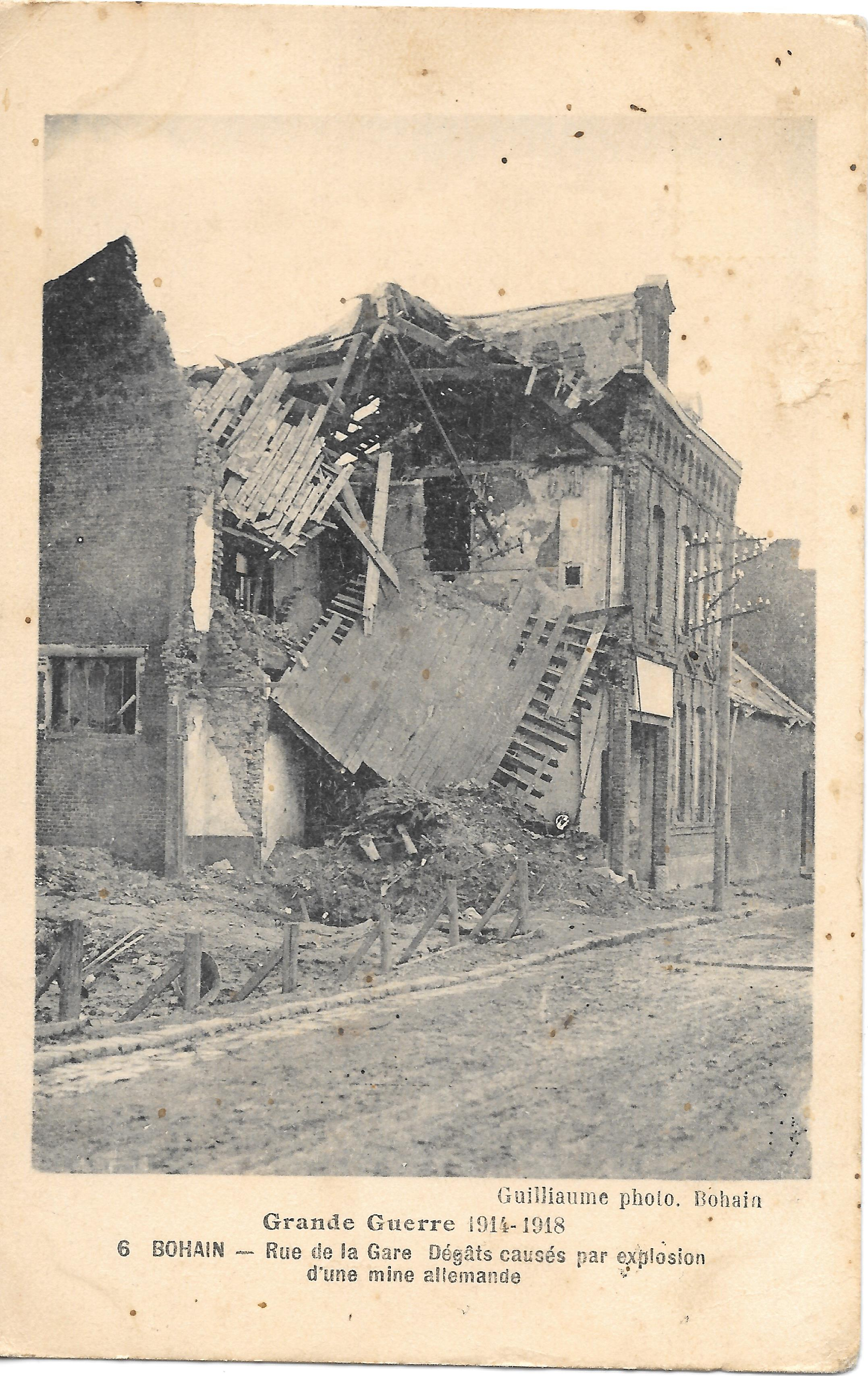
Maison détruite par une mine allemande.
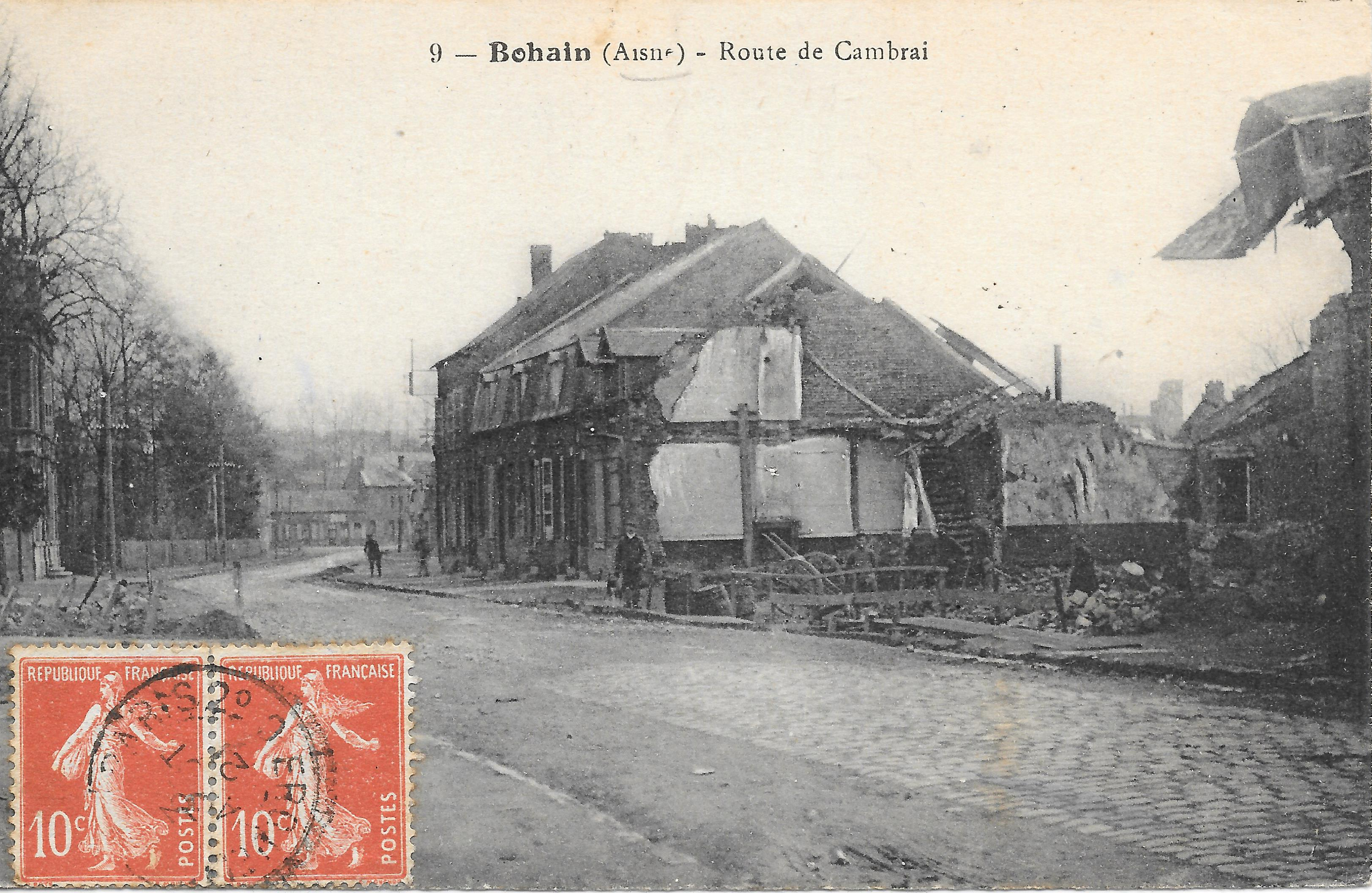
La rue de Cambrai en 1919.
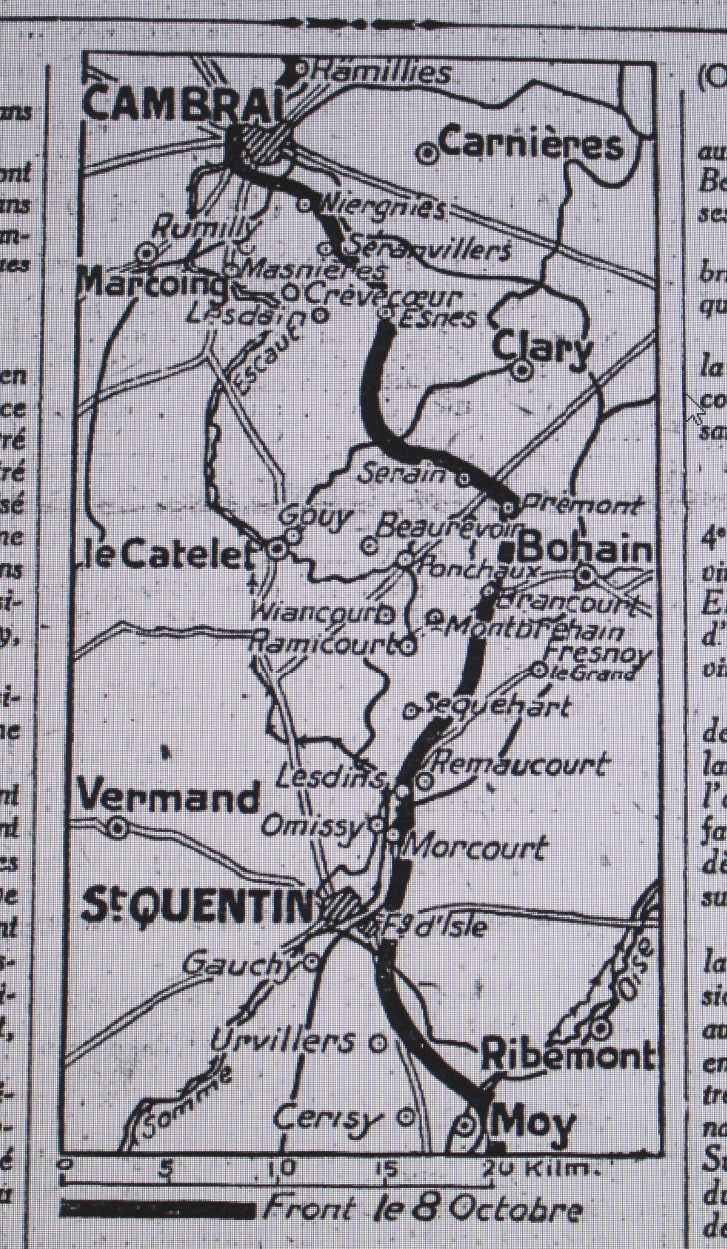
Carte du front le 8 octobre 1918.
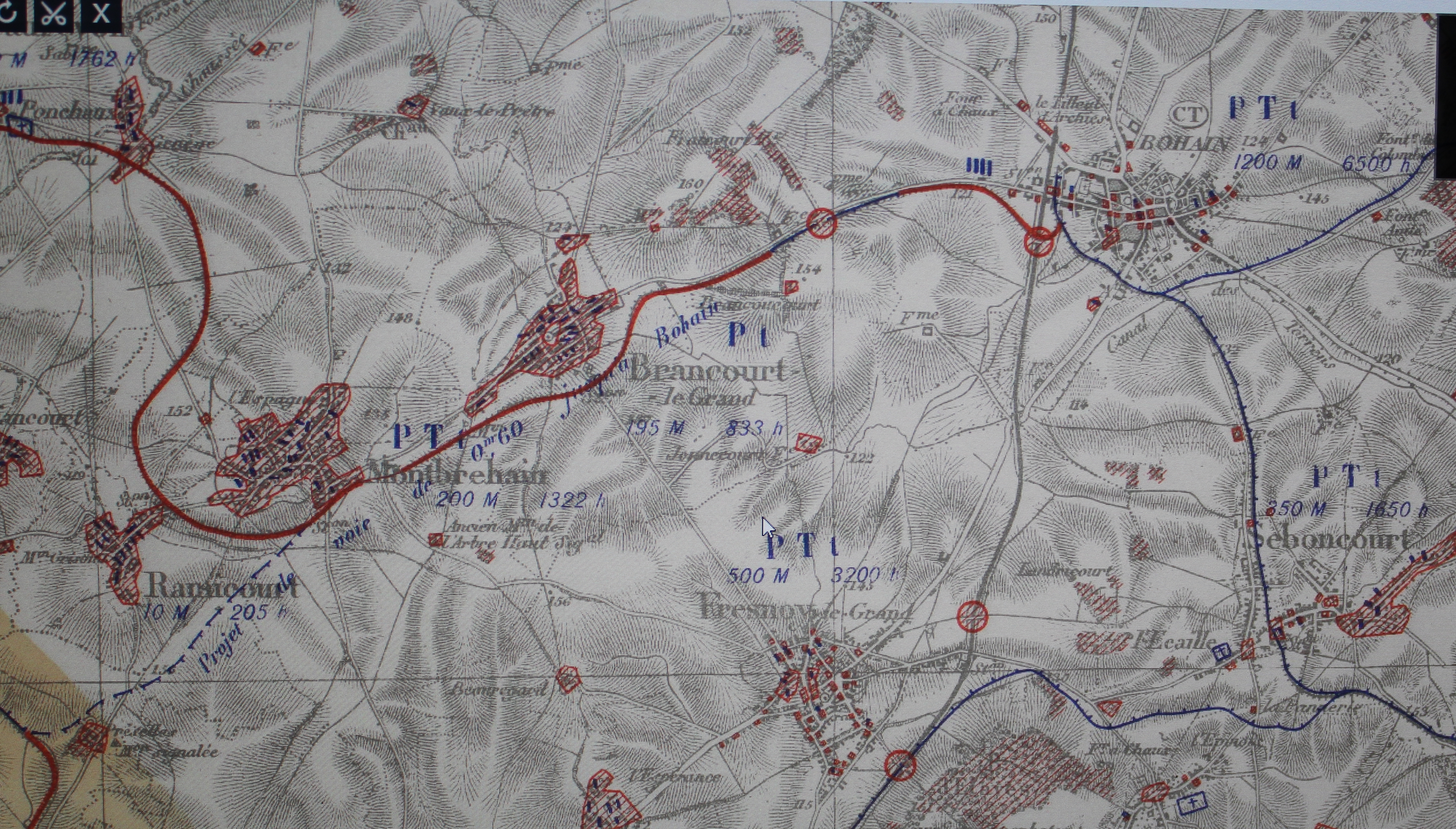
Carte montrant les destructions de Bohain lors de la guerre 1914-1918.

### La ligne de chemin de fer
Bohain est situé sur la  ligne de Creil à Jeumont, ligne de chemin de fer du Nord de la France, à double voie et longue de 187 kilomètres et ouverte à partir de 1847 par la Compagnie des chemins de fer du Nord. Bohain est située sur le tronçon de Saint-Quentin à Jeumont et Erquelinnes (Belgique) qui a été mis en service en 1857. Elle a tenu un rôle international important depuis son origine, aussi bien pour les trains de voyageurs, avec les célèbres TEE, que pour les marchandises. La mise en service de la ligne LGV Nord en 1996  lui a fait perdre une grande partie de son trafic voyageurs.
De 1900 à 1950, la gare de Bohain était également desservie par la ligne de chemin de fer de Guise au Catelet, ligne à voie métrique réalisée sous le régime des « voies ferrées d'intérêt local » reliant Le Catelet à l'ouest et Guise à l'est. Sur cette ligne, en direction de Guise, une gare dénommée « Bohain ville » était construite à la sortie de la ville sur la route de Seboncourt.
Horaire des trains Bohain-Saint-Quentin:https://www.trainline.fr/horaires-train/bohain-a-st-quentin

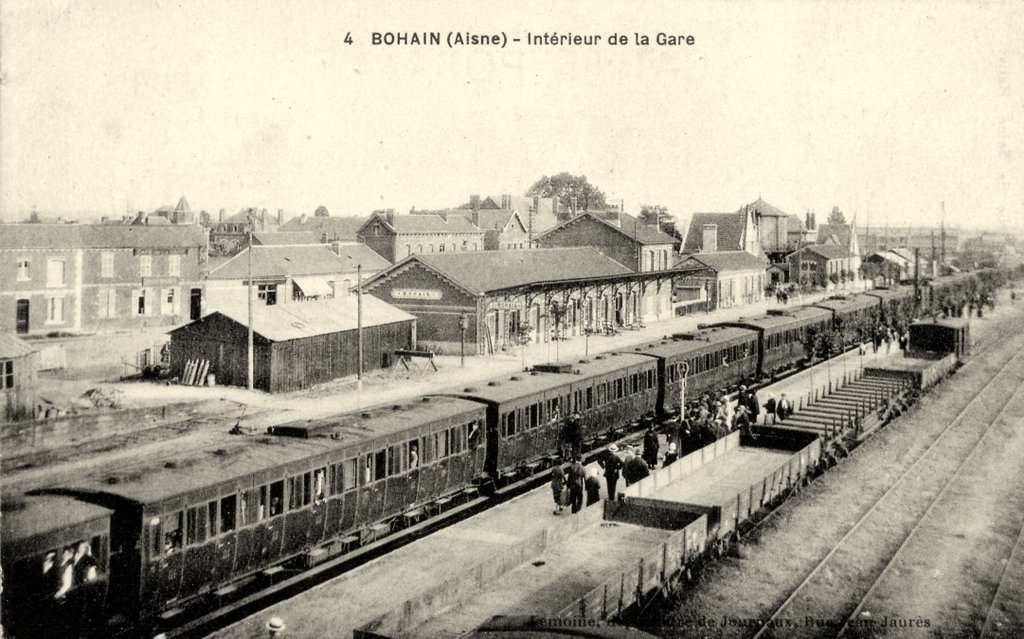
Vers 1910, un TEE au départ vers Maubeuge.
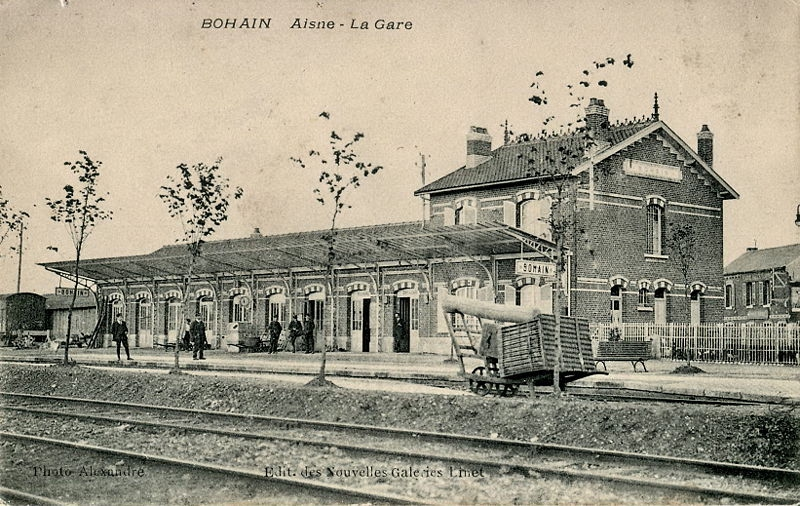
La gare vers 1910.
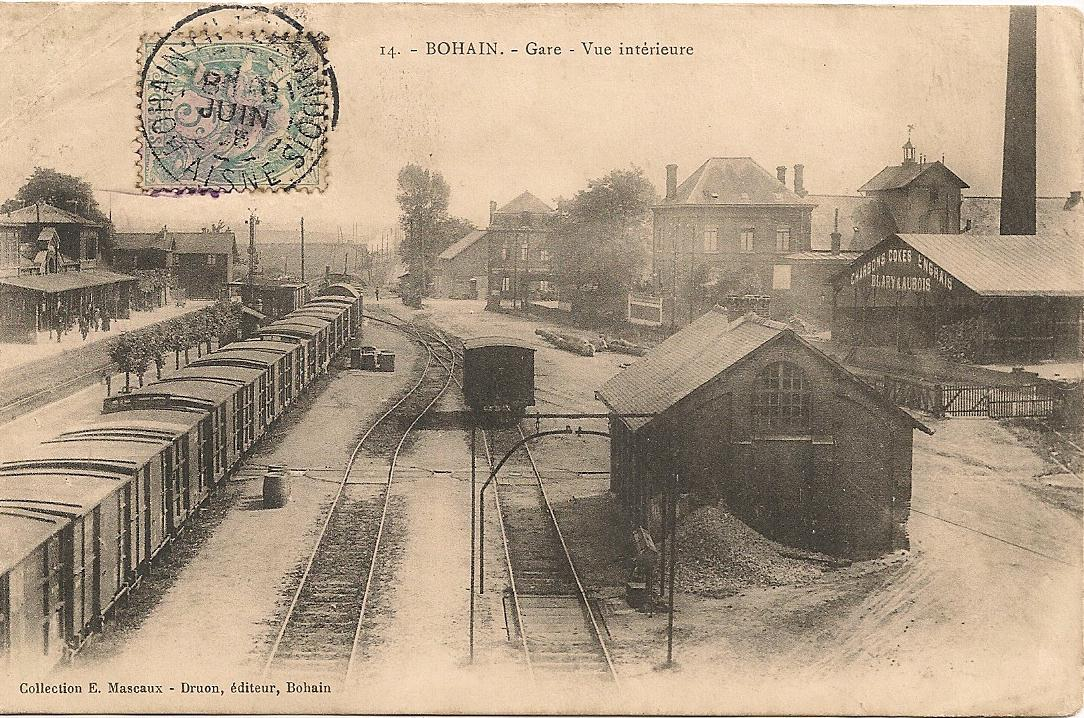
La gare vers 1910: on remarque à droite les voies métriques de la ligne Le Catelet-Guise.
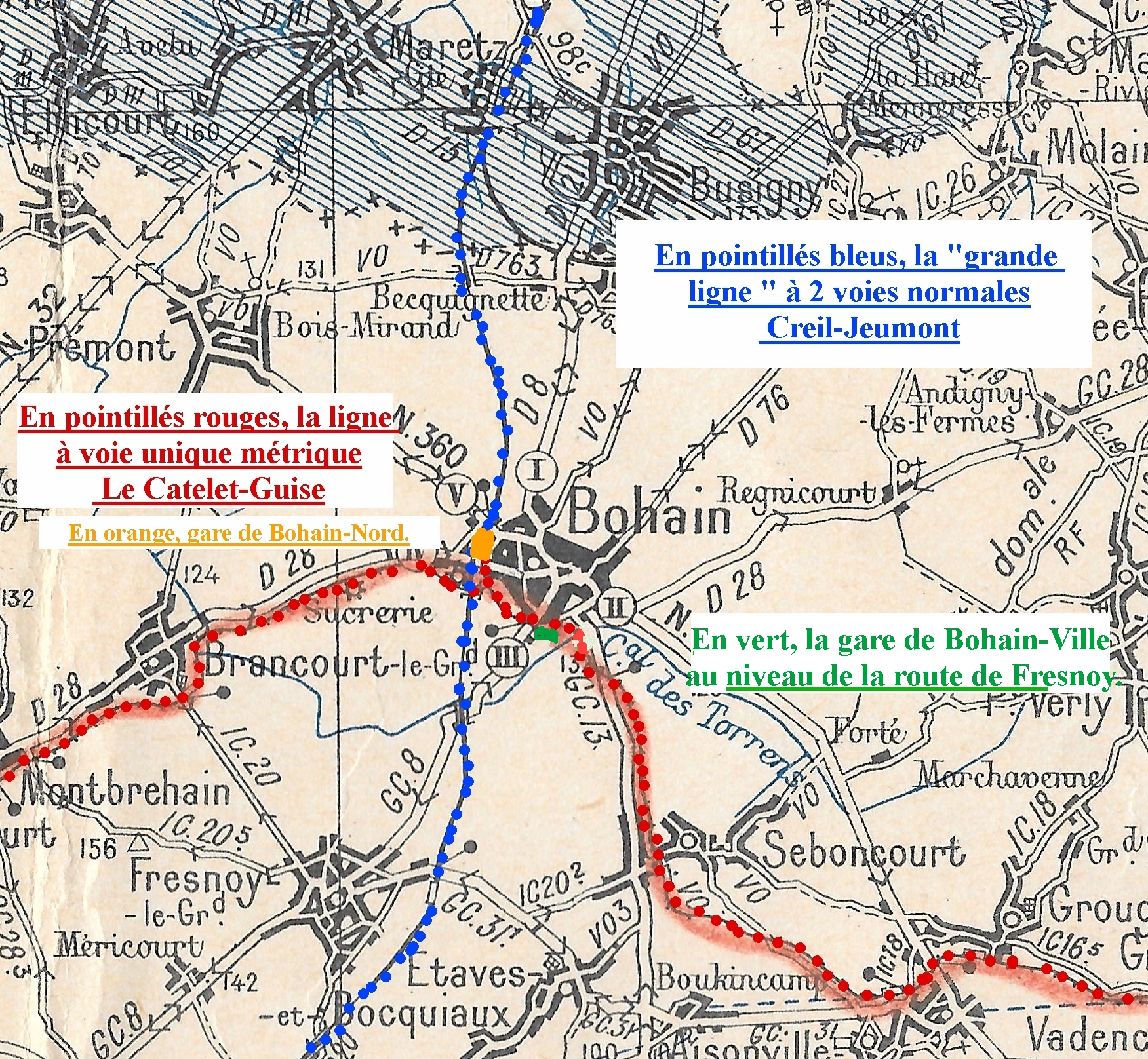
Les deux lignes de chemin de fer à Bohain vers 1910.
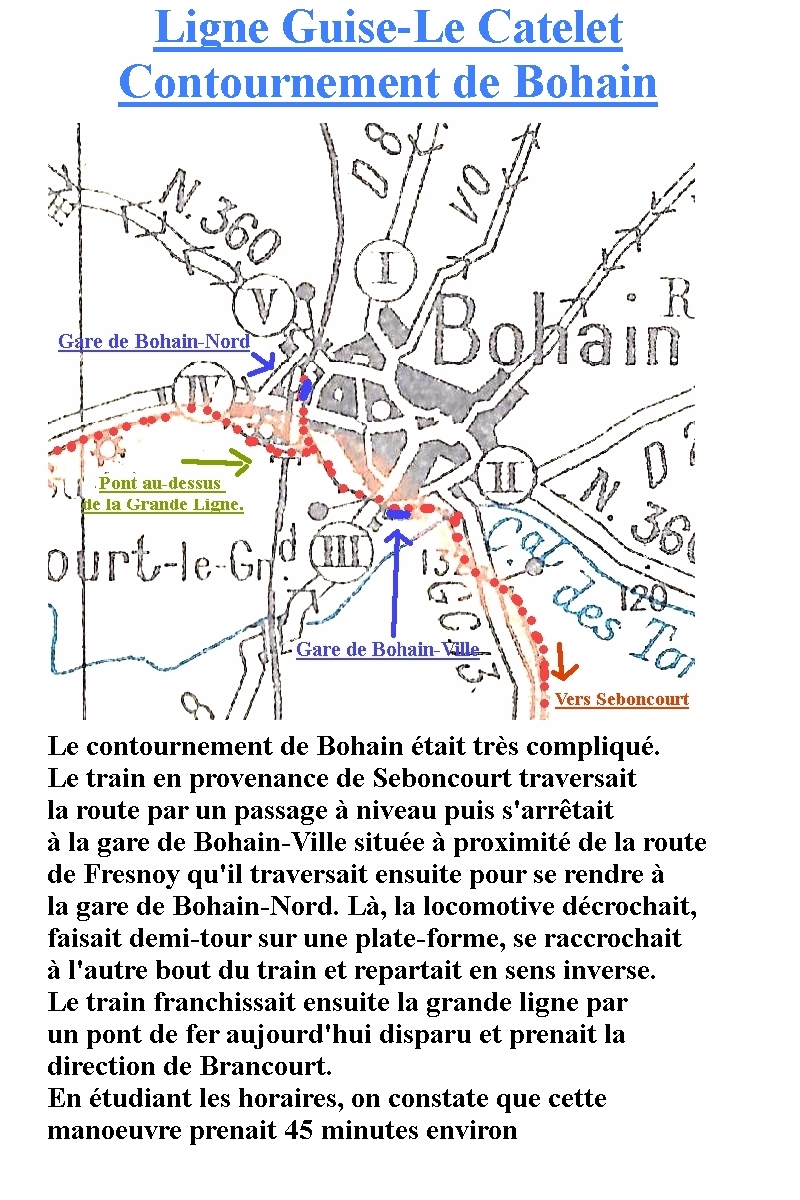
Détail du contournement de Bohain par le train Guise-Le Catelet.
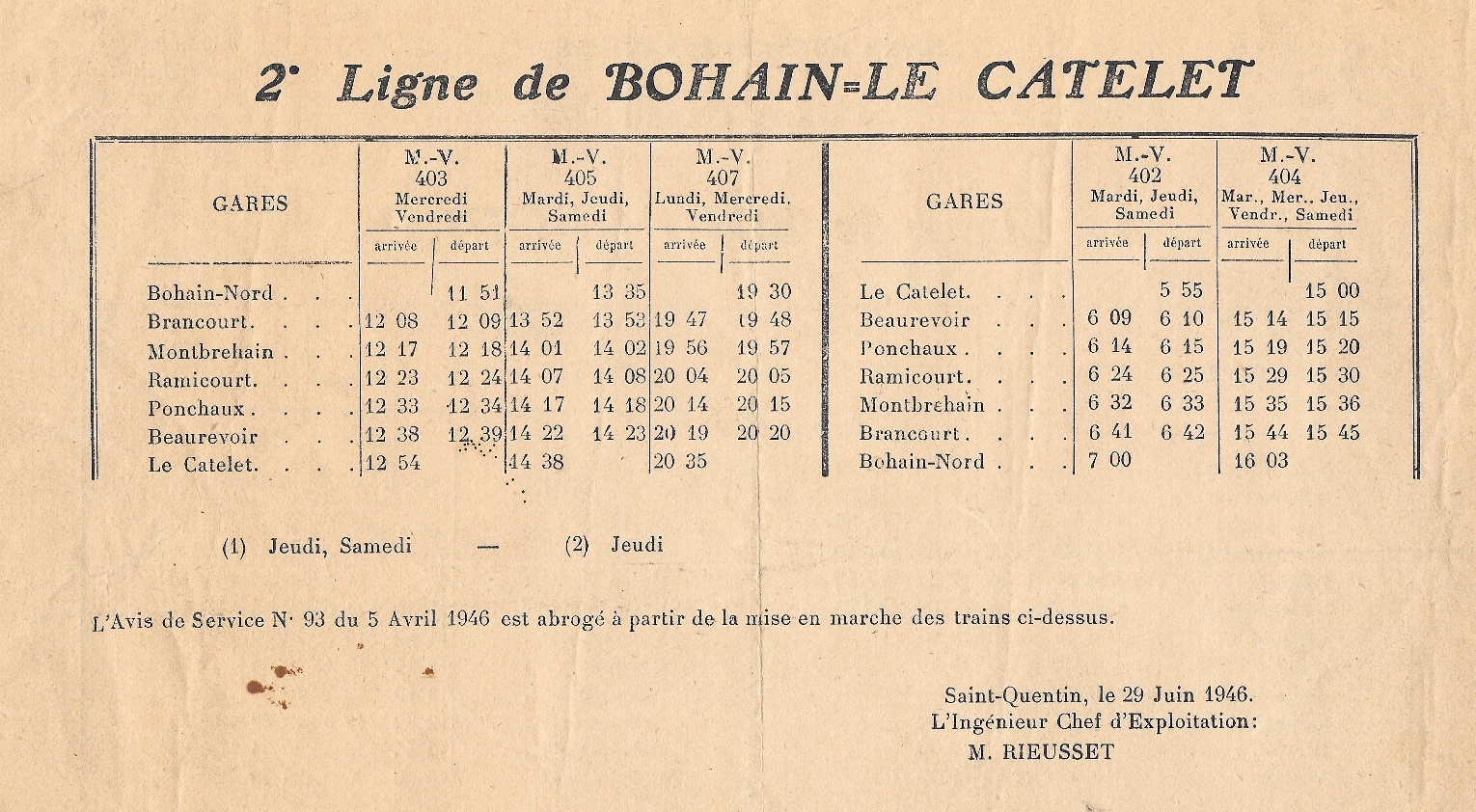
Horaire des trains Bohain-La Catelet en 1946.
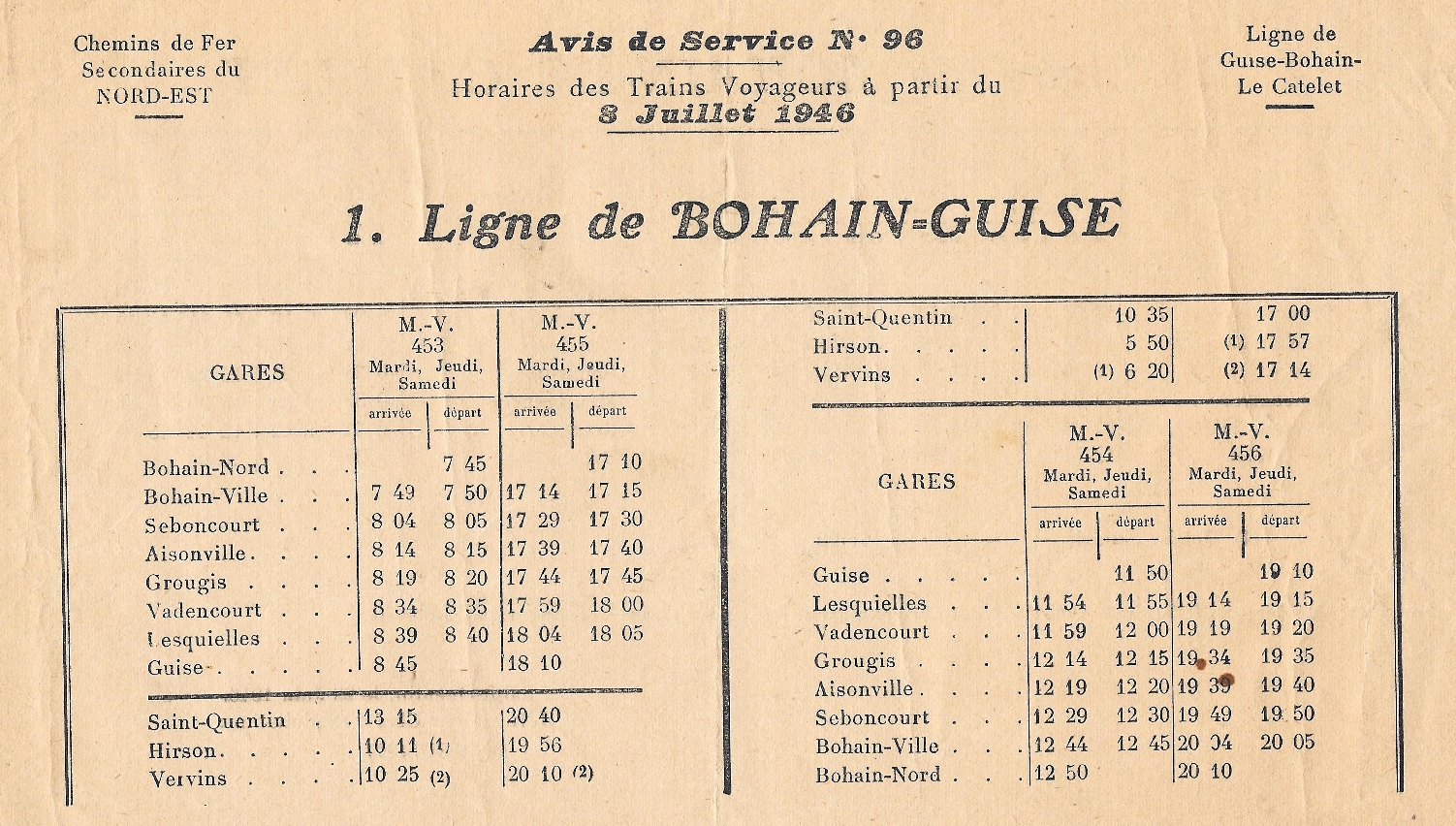
Horaire des trains Bohain-Guise en 1946.
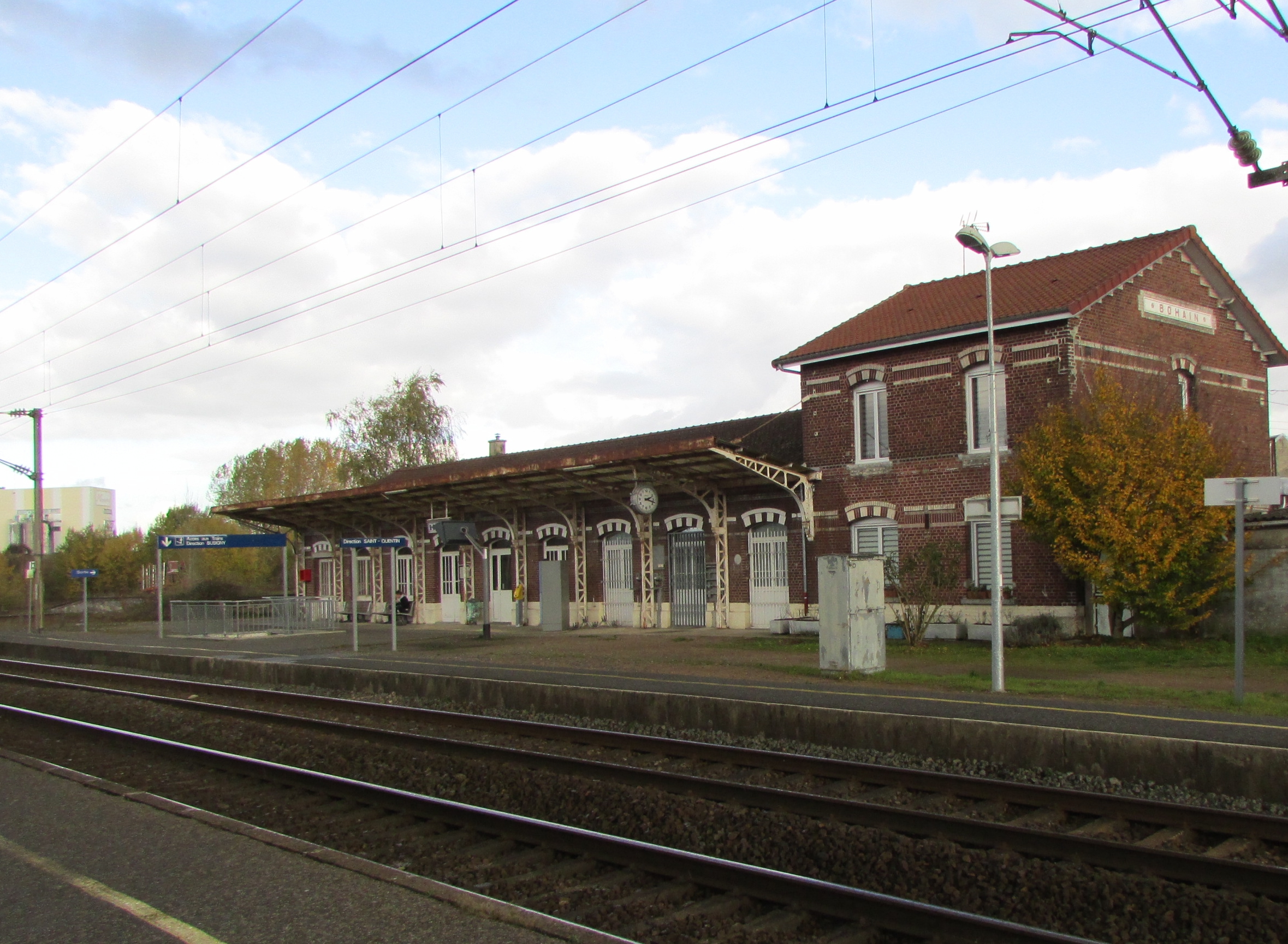
La gare de Bohain en 2017.

## Politique et administration

### Découpage territorial
La commune de Bohain-en-Vermandois est membre de la communauté de communes du Pays du Vermandois, un établissement public de coopération intercommunale (EPCI) à fiscalité propre créé le 31 décembre 1993 dont le siège est à Bellicourt. Ce dernier est par ailleurs membre d'autres groupements intercommunaux.
Sur le plan administratif, elle est rattachée à l'arrondissement de Saint-Quentin, au département de l'Aisne et à la région Hauts-de-France. Sur le plan électoral, elle dépend du  canton de Bohain-en-Vermandois pour l'élection des conseillers départementaux, depuis le redécoupage cantonal de 2014 entré en vigueur en 2015, et de la troisième circonscription de l'Aisne  pour les élections législatives, depuis le dernier découpage électoral de 2010.

## Population et société

### Démographie

#### Évolution démographique
L'évolution du nombre d'habitants est connue à travers les recensements de la population effectués dans la commune depuis 1793. Pour les communes de moins de 10 000 habitants, une enquête de recensement portant sur toute la population est réalisée tous les cinq ans, les populations de référence des années intermédiaires étant quant à elles estimées par interpolation ou extrapolation. Pour la commune, le premier recensement exhaustif entrant dans le cadre du nouveau dispositif a été réalisé en 2004.

En 2022, la commune comptait 5 724 habitants, en évolution de +1,27 % par rapport à 2016 (Aisne : −1,97 %, France hors Mayotte : +2,11 %).
| 1793  | 1800  | 1806  | 1821  | 1831  | 1836  | 1841  | 1846  | 1851  |
| ----- | ----- | ----- | ----- | ----- | ----- | ----- | ----- | ----- |
| 2 100 | 2 152 | 2 346 | 2 558 | 3 024 | 3 393 | 3 561 | 3 998 | 4 166 |

| 1856  | 1861  | 1866  | 1872  | 1876  | 1881  | 1886  | 1891  | 1896  |
| ----- | ----- | ----- | ----- | ----- | ----- | ----- | ----- | ----- |
| 4 501 | 5 038 | 5 322 | 6 005 | 6 005 | 6 684 | 6 705 | 6 980 | 7 423 |

| 1901  | 1906  | 1911  | 1921  | 1926  | 1931  | 1936  | 1946  | 1954  |
| ----- | ----- | ----- | ----- | ----- | ----- | ----- | ----- | ----- |
| 6 839 | 6 788 | 6 877 | 5 917 | 6 475 | 6 614 | 6 246 | 5 833 | 6 151 |

| 1962  | 1968  | 1975  | 1982  | 1990  | 1999  | 2004  | 2006  | 2009  |
| ----- | ----- | ----- | ----- | ----- | ----- | ----- | ----- | ----- |
| 6 726 | 7 090 | 7 513 | 7 271 | 6 955 | 6 600 | 6 338 | 6 300 | 6 021 |

| 2014  | 2019  | 2022  | - | - | - | - | - | - |
| ----- | ----- | ----- | - | - | - | - | - | - |
| 5 659 | 5 686 | 5 724 | - | - | - | - | - | - |

#### Pyramide des âges
En 2021, le taux de personnes d'un âge inférieur à 30 ans s'élève à 38,6 %, soit au-dessus de la moyenne départementale (34,5 %). À l'inverse, le taux de personnes d'âge supérieur à 60 ans est de 26,6 % la même année, alors qu'il est de 27,8 % au niveau départemental.
En 2021, la commune comptait 2 753 hommes pour 2 968 femmes, soit un taux de 51,88 % de femmes, légèrement supérieur au taux départemental (51,17 %).
Les pyramides des âges de la commune et du département s'établissent comme suit :
| Hommes | Classe d’âge | Femmes |
| ------ | ------------ | ------ |
| 0,8    | 90 ou +      | 2,0    |
| 5,9    | 75-89 ans    | 9,3    |
| 16,9   | 60-74 ans    | 18,0   |
| 19,5   | 45-59 ans    | 18,7   |
| 16,5   | 30-44 ans    | 15,0   |
| 18,8   | 15-29 ans    | 17,4   |
| 21,5   | 0-14 ans     | 19,5   |

| Hommes | Classe d’âge | Femmes |
| ------ | ------------ | ------ |
| 0,7    | 90 ou +      | 1,9    |
| 6,7    | 75-89 ans    | 9,5    |
| 18,1   | 60-74 ans    | 18,8   |
| 20,2   | 45-59 ans    | 19,6   |
| 18,1   | 30-44 ans    | 17,5   |
| 17,1   | 15-29 ans    | 15,2   |
| 19,2   | 0-14 ans     | 17,6   |

## Enseignement

### Les écoles maternelles
- École du Vieux-Tilleul,
- École Les Torrents,
- École Robert-Alavoine.

### Les écoles primaires
- École Berthelot,
- École du Chêne-Brûlé,
- École Les Torrents.

### Les collèges
- Collège Henri-Matisse,
- Collège Saint-Antoine (enseignement privé).

### Lycée
- Lycée des métiers Sainte-Sophie (enseignement privé).

### Santé
- Maison de santé et de cure médicale « Le Champ de la Rose ».

## Sports
La ville abrite un club de foot, un club de handball, une formation de basket-ball, un club de tennis, un club de cyclisme, un club de pétanque, un club de natation et un club de boules en bois (jeu traditionnel picard), un club de judo, un club de karaté et un club de boxe thaïlandaise.

### Équipements sportifs
- Stade municipal Paul-Challe.
- Salle des sports Paul-Bernard.
- Salle des sports Yvan-Rojo.
- Tennis couvert.
- Salle de la sucrerie.
- Piscine Jean-Pierre-Saltiel.

## Économie

### Entreprises et commerces
Bohain est situé dans le vaste bassin textile du Nord de la France, sinistré au cours de la seconde moitié du XXe siècle.
La ville accueille aujourd'hui quelques grandes entreprises dont Nexans (câblerie), l'entreprise Taine (bâtiment), Dutoit (biscuiterie industrielle). Elle compte au total 225 entreprises, dont 14 de plus de 10 salariés. 95 entreprises interviennent dans le secteur des services, 89 dans celui du commerce et des réparations, 29 dans l'industrie et 12 dans la construction.
La ZAC économique du Moulin Mayeux s'étend sur 24 hectares dont 13 hectares de surface aménagée, comprenant un hôtel d'entreprises et une zone commerciale.

### Équipements
- Maison de l'emploi et de la formation,
- Maison de la solidarité.

## Culture locale et patrimoine

### Pèlerinage de Compostelle
Bohain est une étape française sur la via Gallia Belgica du pèlerinage de Saint-Jacques-de-Compostelle, qui se prolonge par la via Turonensis. L'étape notable précédente est Le Cateau-Cambrésis ; la suivante est Saint-Quentin.

### Monuments et lieux touristiques
- Église Notre-Dame-de-Lourdes, reconstruite après la Première Guerre mondiale, de style néo-gothique en brique.
- Temple de Bohain-en-Vermandois.
- Hôtel de ville du XIXe siècle, de style flamand.
- Temple de l'Église réformée, rue Quimcampoix, construit en 1933.
- Maison familiale d'Henri Matisse, située rue du Château.
- Statue de Henri Matisse, située rue Fagard.
- Statue du Lion, située rue du Château.
- Statue des Trois Grâces, située à proximité de l'hôtel de ville.
- Chapelle Notre-Dame de Bohain, aussi appelée la Chapelle Blanche.
- Site fossoyé d'un château reconstruit par les comtes de Luxembourg au XIVe ou début XVe siècle[57],[58].

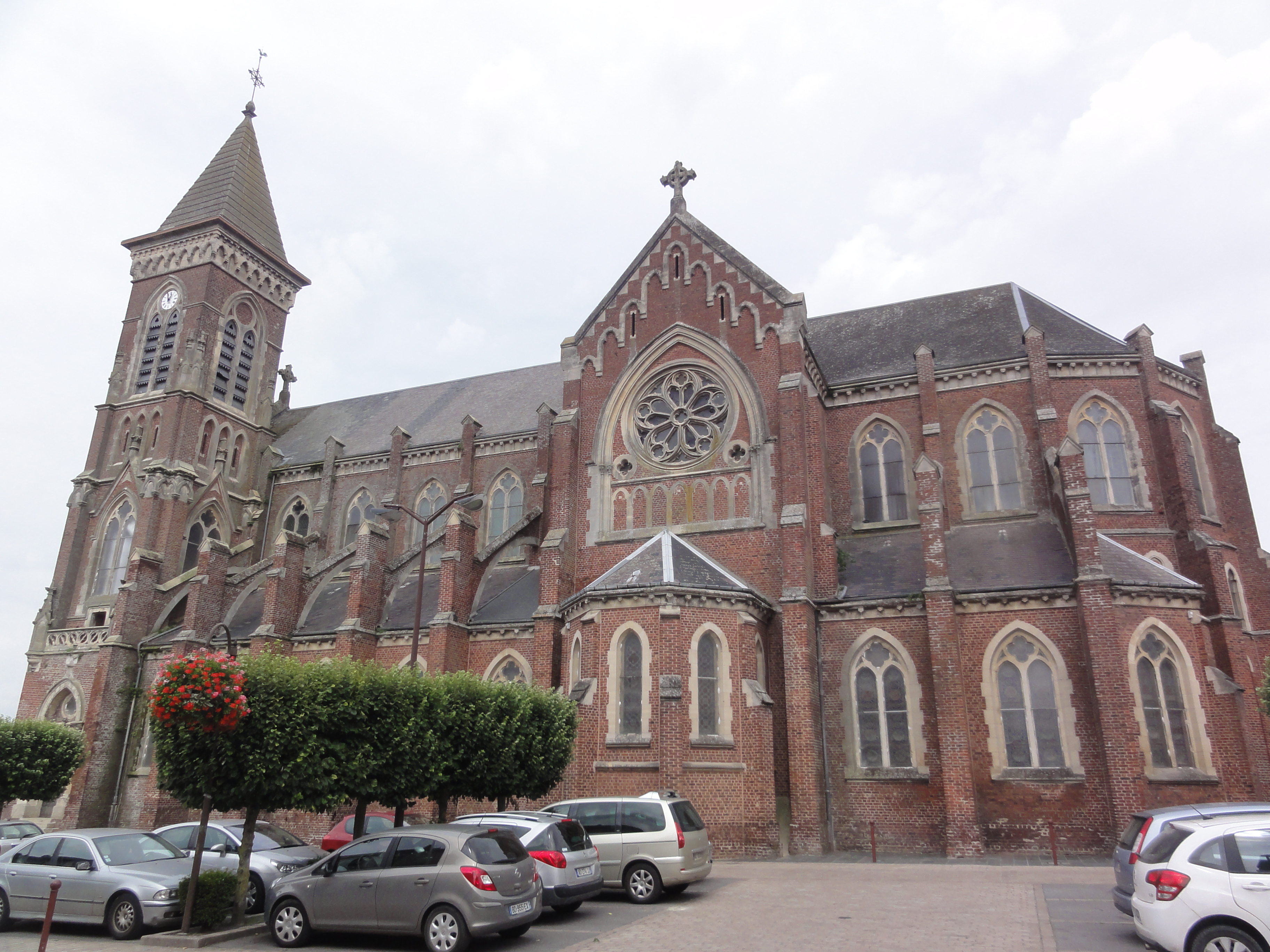
Église Notre-Dame-de-Lourdes.
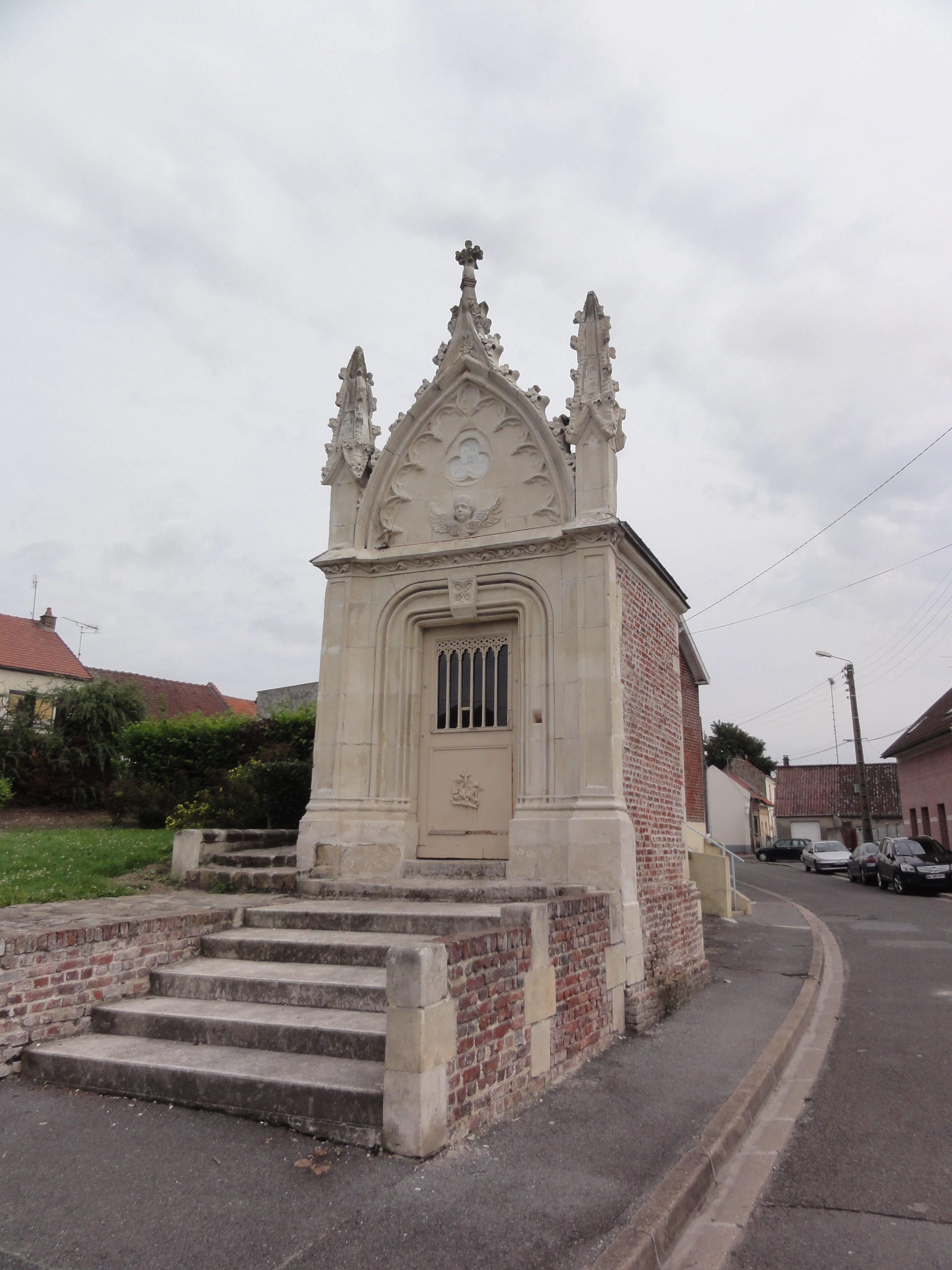
N.D. de Bohain (la Chapelle Blanche).
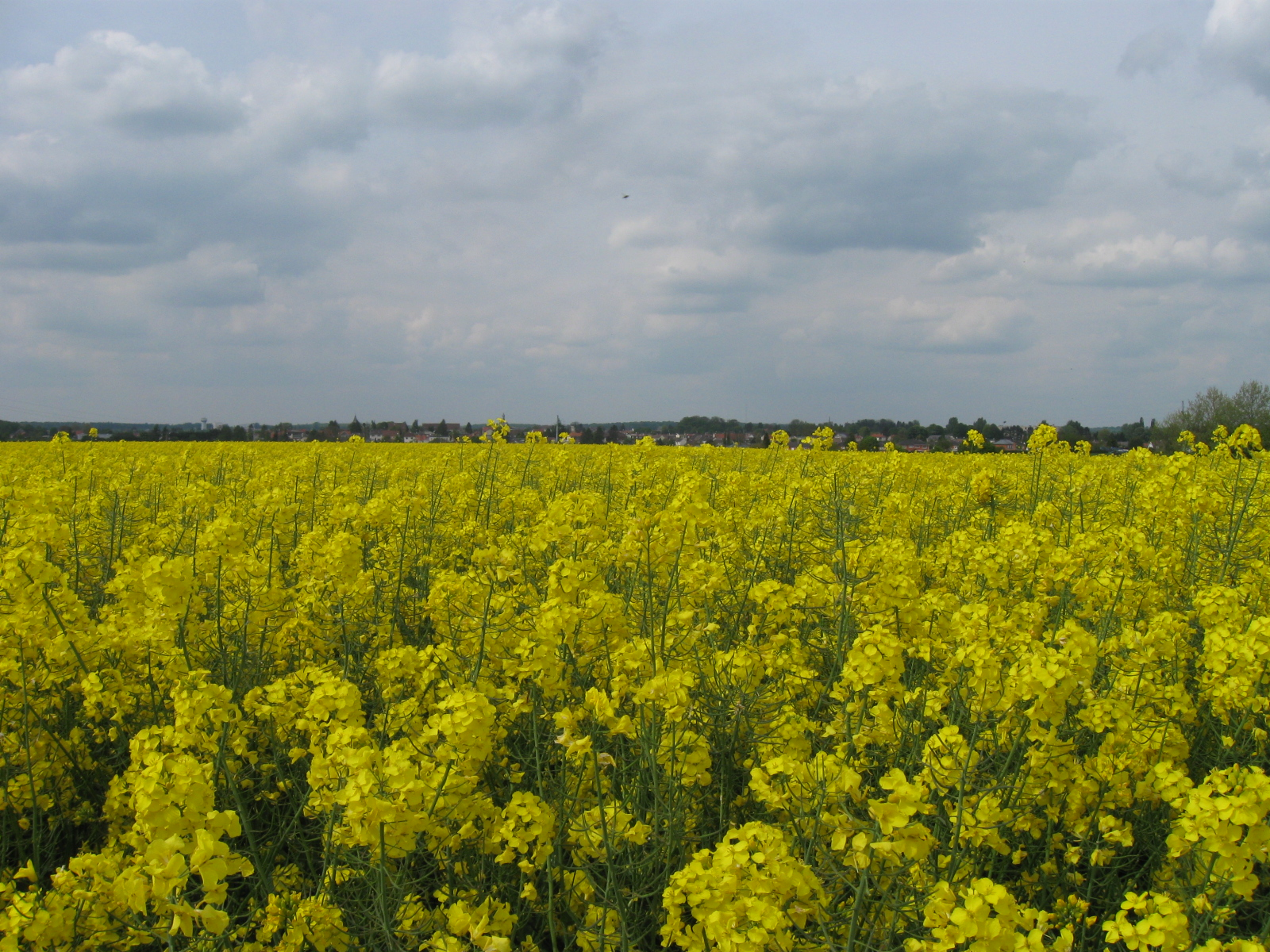
Vue générale depuis la route de Seboncourt.
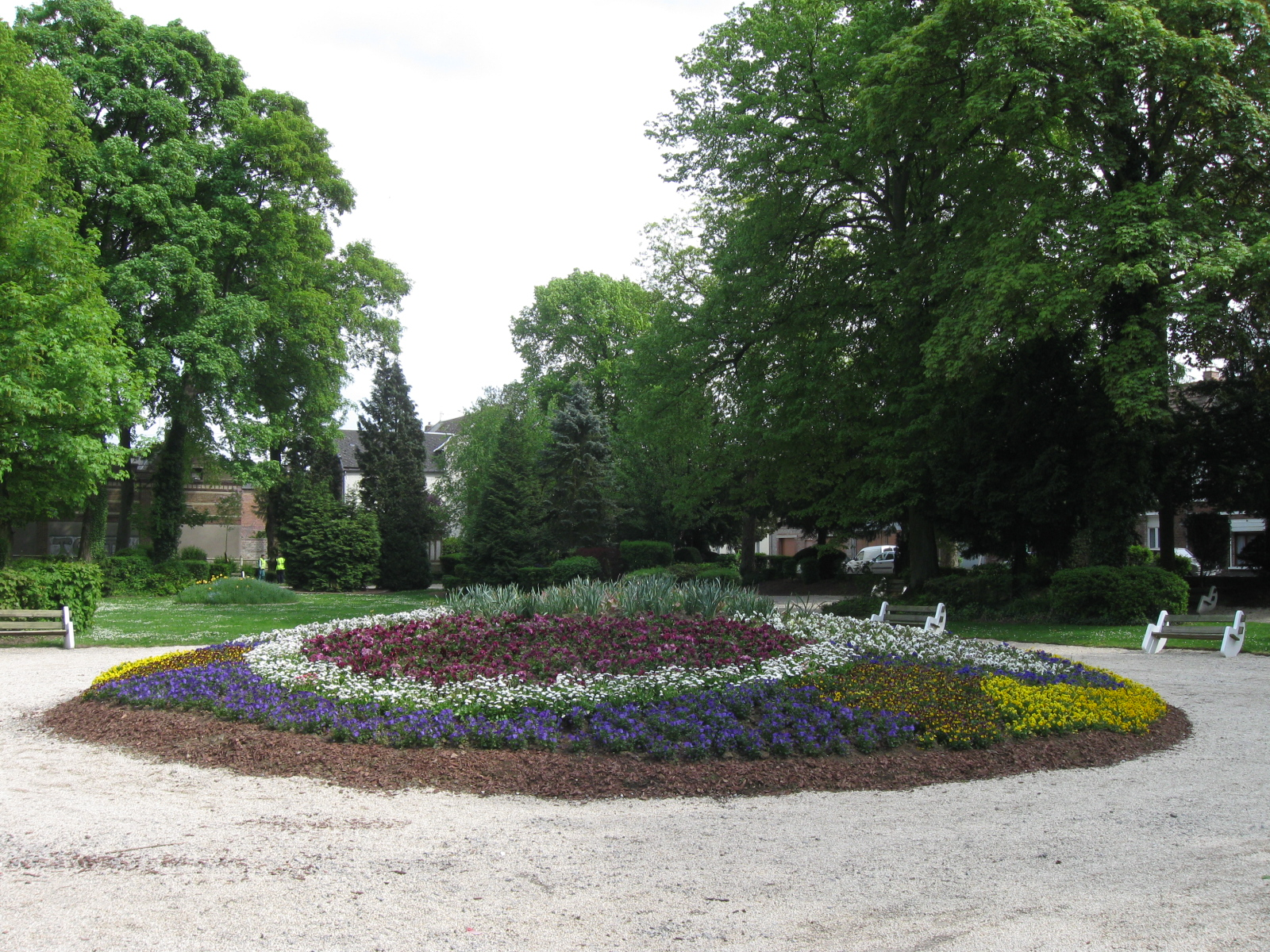
Un coin du bois des Berceaux.
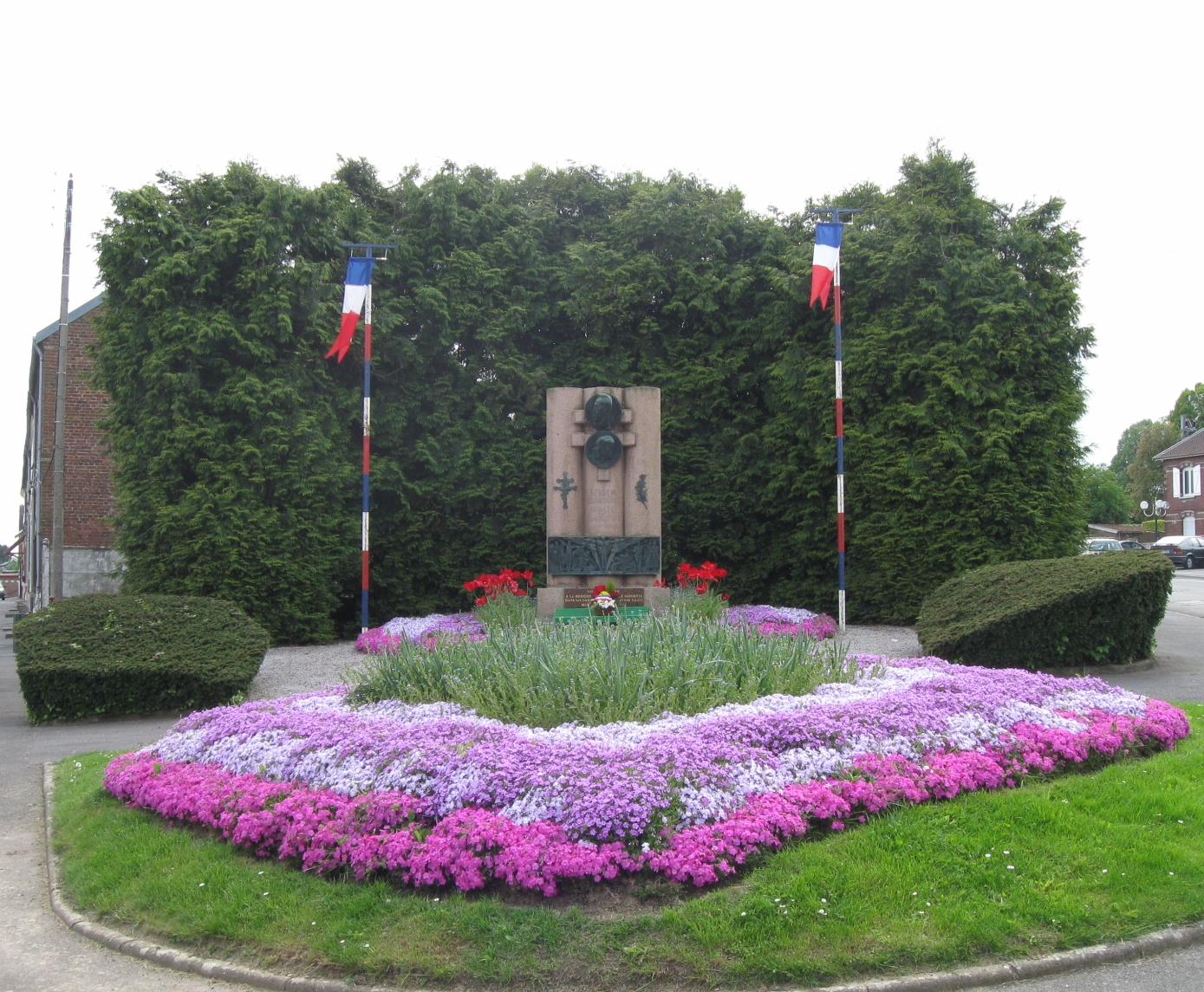
Le monument aux morts.

### Cartes postales anciennes : avant la guerre 14

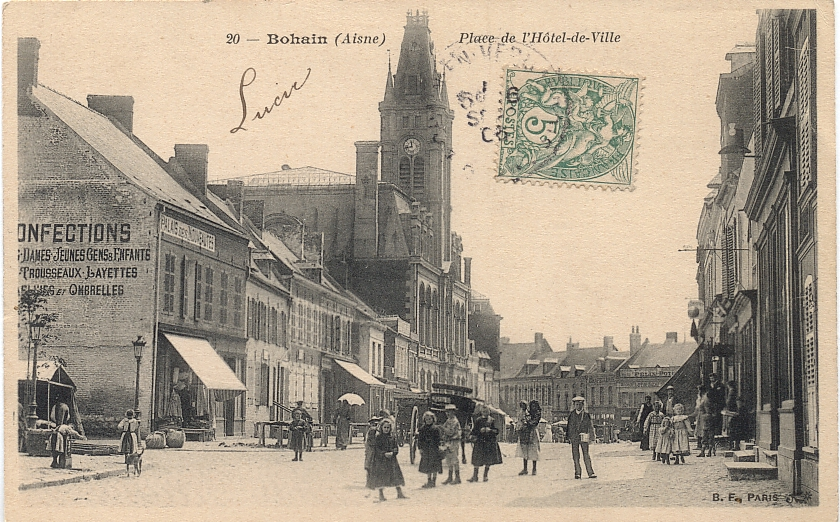
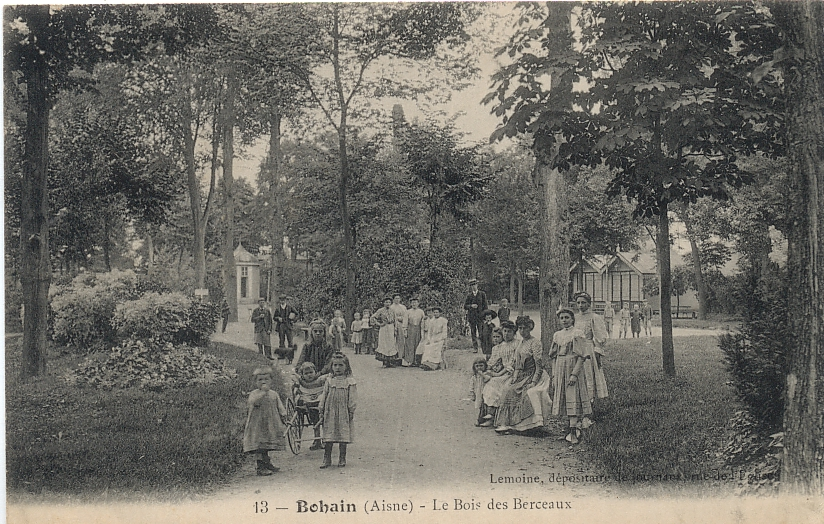
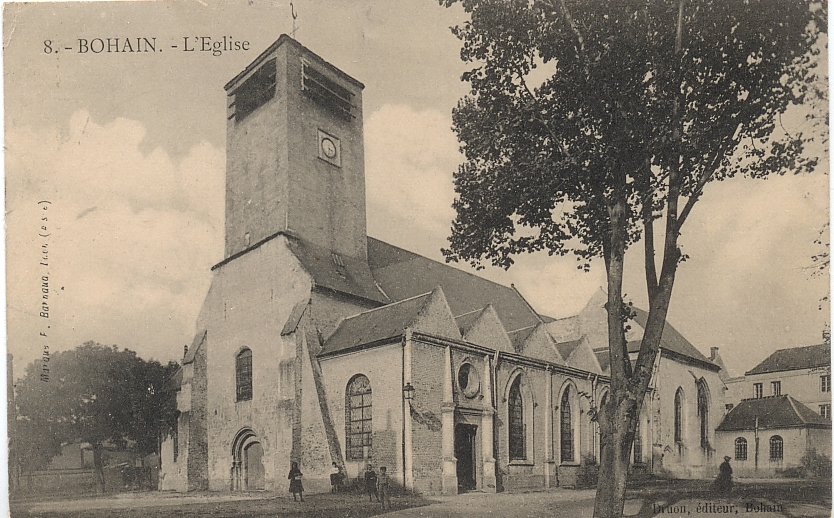
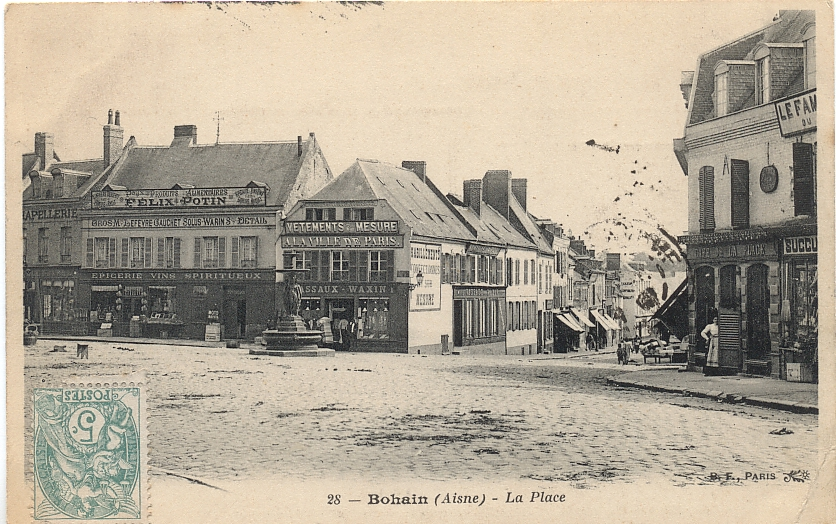
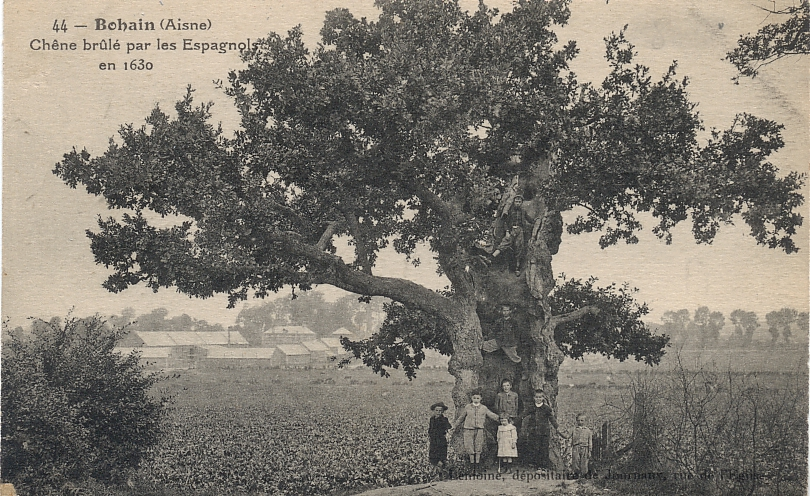

### Équipements culturels
- Espace culturel Émile-Flamant.
- Cinéma Louis-Jouvet.
- Bibliothèque municipale.

### Personnalités liées à la commune
- Émile Flamant, peintre fresquiste né à Bohain le 18 janvier 1896. En 1925, il réalise une fresque de 150 m2 dans la salle des mariages de l'hôtel de ville de Bohain-en-Vermandois (fresque inscrite  sur l'inventaire supplémentaire des Monuments Historiques, le 26/01/2007).
- Henri et Héloïse, les parents de Matisse, ont tenu une droguerie en ville, et l'artiste y a vécu les 20 premières années de sa vie, même s'il est né au Cateau, en 1869.
- Jacques Démoulin (1905-1991), danseur et peintre né à Bohain.

### Héraldique
| Blason de Bohain-en-Vermandois | Blason  | De gueules à la lettre B onciale d'or surmontée d'une couronne fermée du même,. Ornements extérieursCouronne murale à quatre tours. Supports : à dextre, une branche de chêne de sinople englantée d'or, à senestre une branche de laurier fruitée de gueules. |
| Blason de Bohain-en-Vermandois | Détails | Blason adopté par la municipalité. |

## Pour approfondir